# Riviera portuguesa
La Riviera portuguesa (en portugués: Riviera portuguesa ) es la próspera región costera al oeste de Lisboa, Portugal, centrada en los municipios costeros de Cascaes (incluido Estoril), Oeiras y Sintra. Es colindante con la Costa de Estoril ( Costa do Estoril ) y ocasionalmente conocida como la Costa del Sol (Costa do Sol). La región es conocida internacionalmente como un destino de lujo por su historia como hogar de los ricos, los famosos y la realeza europea. Los municipios de Cascais, Oeiras y Sintra se encuentran año tras año entre los municipios más ricos de Portugal.
La historia de Cascaes como centro cosmopolita se remonta a la década de 1870, cuando el rey Luis I de Portugal y la familia real portuguesa hicieron de la ciudad costera su residencia de verano, atrayendo así a miembros de la aristocracia portuguesa, que establecieron allí una comunidad de verano. Durante la Segunda Guerra Mundial y el período de posguerra, las afiliaciones reales del área se intensificaron, ya que muchos jefes de casas reales europeas y monarcas depuestos, incluido el rey Eduardo VIII del Reino Unido, el rey Juan Carlos I de España y el rey Umberto II de Italia establecieron su residencia en Cascaes y Estoril, encontrando refugio en la neutralidad de Portugal en la guerra o de situaciones políticas tensas en sus propios países. Debido a su concentración de personalidades de alto perfil, la riviera se convirtió en un centro de espionaje durante la Segunda Guerra Mundial, inspirando al autor Ian Fleming en su creación de la serie James Bond .
En Oeiras hay un gran número de empresas consolidadas, así como de jóvenes empresas innovadoras, debido a su gran reserva de talento y capital generado, atraído y retenido por su entorno favorable a los negocios. Muchas empresas multinacionales portuguesas y extranjeras han elegido el municipio de Oeiras como lugar para establecer su sede, sucursal o filial portuguesa, ibérica o europea. El municipio, situado a las afueras de la ciudad de Lisboa propiamente dicha, al oeste, se ha convertido también en una opción de residencia privilegiada para las familias.

Sintra había sido un retiro real desde el Renacimiento portugués en el siglo XV, pero fue en el siglo XIX, cuando el rey Fernando II de Portugal decidió construir su retiro de verano, el Palacio de Pena, en las montañas de Sintra con vistas al Océano Atlántico, que se convirtió tanto en el centro del movimiento romántico en Portugal como en la residencia de verano de la nobleza portuguesa. Famosa por sus grandes fincas y palacios, la belle epoque de Sintra dio lugar a las numerosas villas, jardines, fincas y palacios que caracterizan la zona, lo que le valió a Sintra ser declarada Patrimonio de la Humanidad por la UNESCO. Hoy en día, Sintra es uno de los mercados inmobiliarios más caros y exclusivos de Portugal y es igualmente conocido por su alto nivel de vida, clasificándose constantemente como uno de los mejores lugares para vivir en Portugal.

## Historia

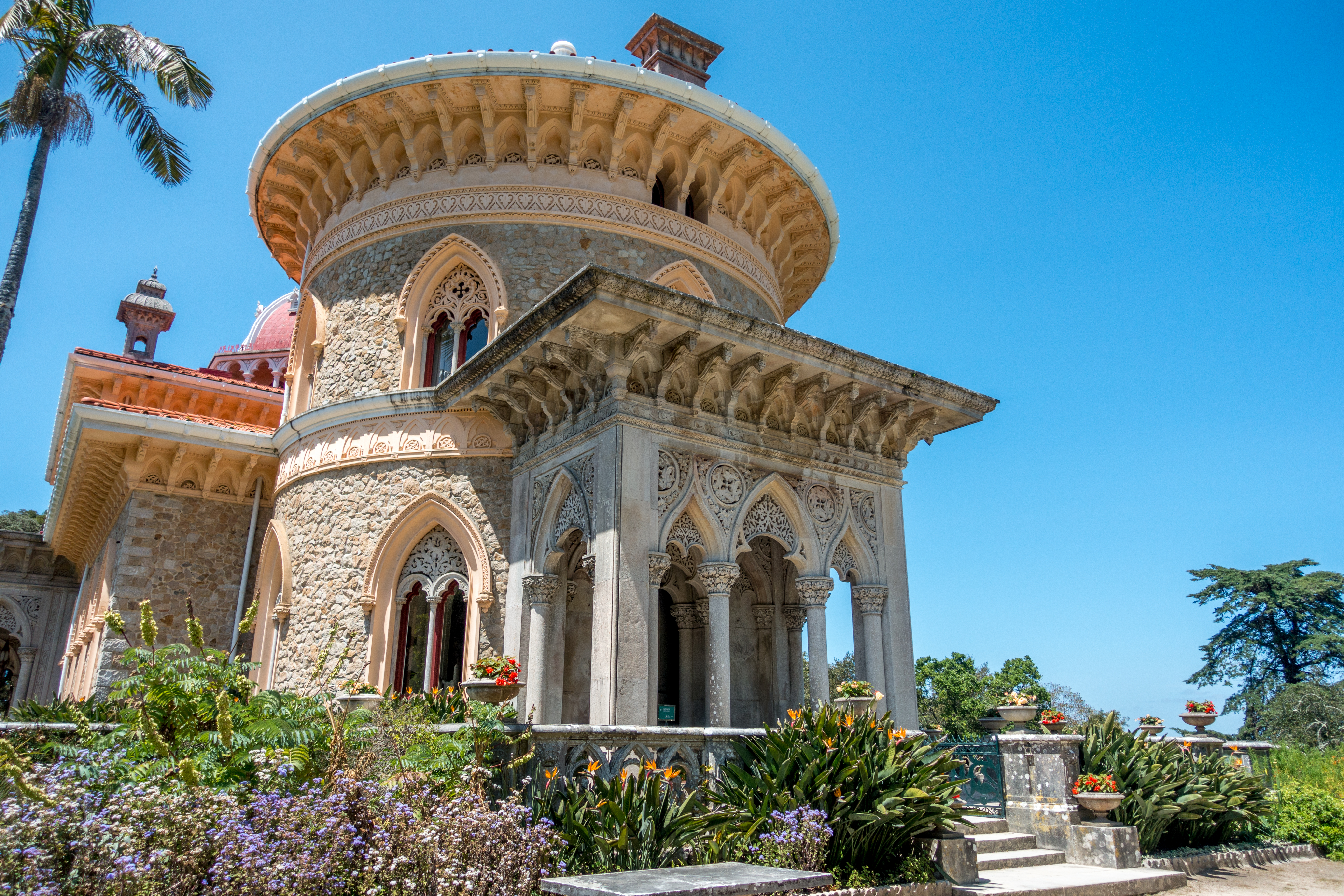
Palacio de Monserrate en Sintra, destacado por su belleza en la Romería de Childe Harold de Lord Byron durante su gran gira por la Riviera portuguesa.

### Orígenes
Durante el tercer cuarto del siglo XVIII y prácticamente todo el siglo XIX, viajeros extranjeros y aristócratas portugueses, inspirados por el movimiento romántico, redescubrieron Sintra, refugio real durante el Renacimiento portugués, valorando sus exóticos paisajes y su clima. En el verano de 1787, William Beckford se alojó con el marqués de Marialva, maestro de la caballería del reino, en su residencia del Palacio de Seteais. A principios del siglo XIX, la princesa Carlota Joaquina, esposa del regente Juan, compró la finca y el Palacio de Ramalhão. Entre 1791 y 1793, Gerard Devisme construyó una mansión neogótica en su extensa finca de la Quinta de Monserrate (posteriormente conocida como Palacio de Monserrate). Beckford, que permaneció en Sintra, alquiló la propiedad a Devisme en 1794. El paisaje, cubierto de niebla, también atrajo a otro inglés, Francis Cook, que ocupó la finca, construyendo un pabellón oriental. El Palacio de Pena, símbolo ejemplar del romanticismo portugués en Sintra, fue iniciado por el Rey-Consorte Fernando II de Portugal, esposo de la Reina María II de Portugal.

### Siglo 19
En 1854 se firmó el primer contrato para la construcción de un enlace ferroviario entre Sintra y Lisboa. Un decreto firmado el 26 de junio de 1855 reguló el contrato entre el gobierno y el conde Claranges Lucotte, pero posteriormente fue rescindido en 1861. La conexión se inauguró finalmente el 2 de abril de 1887.
La Riviera portuguesa tiene su origen en que el rey Luis I de Portugal mandó construir una residencia real en la ciudadela de Cascaes, iniciando la tradición de que Cascaes fuera la residencia de verano de la familia real portuguesa, que duró desde 1870 hasta 1908, transformando la villa costera en una dirección cosmopolita. Gracias al rey Luis I, la ciudadela fue equipada con las primeras luces eléctricas del país en 1878. Cascaes también se benefició de la construcción de mejores carreteras hacia Lisboa y Sintra, de un casino, de una plaza de toros, de un club deportivo y de mejoras en las infraestructuras básicas de la población. Muchas familias nobles construyeron impresionantes mansiones que aún se pueden ver en el centro de la ciudad y sus alrededores. El primer ferrocarril llegó en 1889.

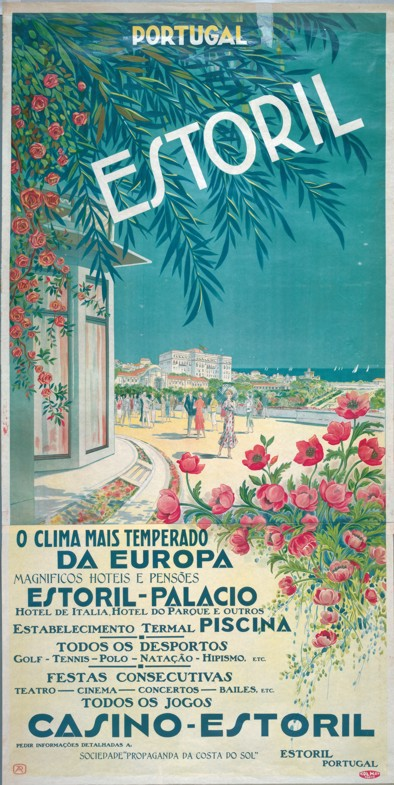
Un anuncio de Estoril y sus servicios; primera mitad del.

En 1896, el rey Carlos I de Portugal, amante de todas las actividades marítimas, instaló en la ciudadela de Cascaes el primer laboratorio oceanográfico de Portugal. El propio Rey dirigió un total de 12 expediciones científicas a la costa; éstas terminaron en 1908 con su asesinato en Lisboa.
Desde la segunda mitad del siglo XIX hasta las primeras décadas del siglo XX, Sintra también se convirtió en un lugar privilegiado para los artistas: músicos como José Vianna da Motta; compositores como Alfredo Keil, pintores como João Cristino da Silva (autor de uno de los lienzos más célebres del arte romántico portugués, "Cinco Artistas em Sintra"), escritores como Eça de Queirós o Ramalho Ortigão, todos ellos vivieron, trabajaron o se inspiraron en los paisajes de Sintra.
A principios del siglo XX, Sintra era reconocida como un lugar de veraneo visitado por aristócratas y millonarios. Entre ellos, Carvalho Monteiro, dueño de una considerable fortuna (conocido como "Monteiro dos Milhões") construyó cerca de la ciudad principal, en una finca que compró a la baronesa de Regaleira, la Quinta da Regaleira, considerada como un ejemplo de arquitectura neomanuelina.

### Segunda Guerra Mundial
Durante la Segunda Guerra Mundial, la región fue centro de espionaje y secreto diplomático, situaciones que dotaron a la región de un ambiente cosmopolita y sofisticado. Gracias a la visión de Fausto Cardoso de Figueiredo y su socio comercial Augusto Carreira de Sousa, se convirtió en un destino turístico internacional tanto durante como después de la Segunda Guerra Mundial.
En julio de 1940, Eduardo, duque de Windsor (antiguo Eduardo VIII del Reino Unido) y su esposa, Wallis Simpson, huyeron de la Francia ocupada a Estoril, donde vivieron durante unas semanas en casa de Ricardo de Espírito Santo, un portugués. banquero con contactos británicos y alemanes.
Durante ese tiempo, varios dignatarios y exiliados llegaron a Estoril: Miklós Horthy, el regente del Reino de Hungría (vivió y murió en el exilio después de la Segunda Guerra Mundial); En el territorio residió el infante Juan, conde de Barcelona (padre de Juan Carlos I de España ) y el rey, al igual que Umberto II de Italia y Carlos II de Rumanía.
También fue en este lugar donde el ex dictador portugués António de Oliveira Salazar tenía una casa de verano. Fue Salazar quien ordenó la construcción de la autopista E.N.6, más conocida como Avenida Marginal, para poder viajar rápidamente en coche entre Cascaes y Lisboa. Hasta entonces el acceso no era más que un camino de tierra. La calzada permitía al dictador viajar rápidamente, y con menos paradas, y no era posible reconocerlo fácilmente en el tránsito.

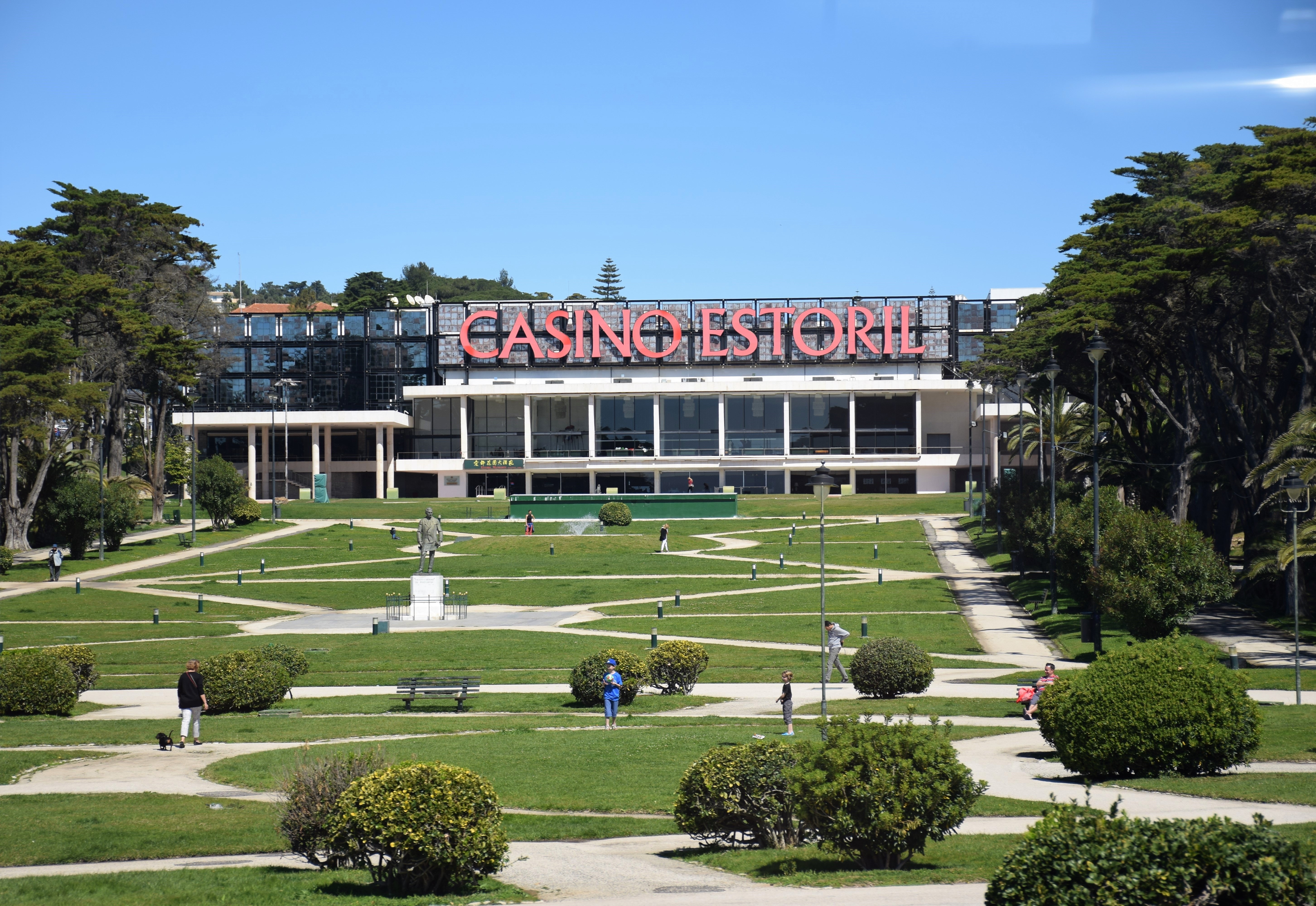
El Casino Estoril, con sus jardines frente al Océano Atlántico, es el casino más grande de Europa.

Como complemento de la comunidad de la alta sociedad que prosperaba en la región, el Casino Estoril, el casino más grande de Europa, fue fundado en 1958.

### Hoy en día
Hoy las localidades de la Riviera portuguesa siguen albergando a la élite portuguesa y siendo destino vacacional de turistas internacionales. La Riviera juega un papel importante en el turismo en Portugal .
Continúa existiendo una gran comunidad de expatriados, principalmente en Cascaes y Sintra, lo que lleva a que la mayoría de las escuelas internacionales de Lisboa estén ubicadas dentro del área (con Carlucci American International School y TASIS Portugal en Sintra, St Julian's School y St Dominic's School en Cascaes, y Escuela Internacional de Oeiras).
Las urbanizaciones de lujo se han desarrollado mucho en la región a finales del siglo XX y principios del XXI, como Quinta da Marinha (Cascaes), Quinta Patino (Estoril), Quinta da Beloura y Quinta da Penha Longa (ambas en Linhó, Sintra)..
Desde mediados del siglo XX, la región ha sido sede de numerosos festivales internacionales de deportes y entretenimiento, como el Festival de Cine de Lisboa y Estoril (en Estoril), la carrera de resistencia 4 Horas de Estoril (en Cascaes) y NOS Festival de música viva (en Algés ). El puerto deportivo de Cascaes ha sido sede de muchos eventos importantes, incluida la Serie Mundial de la Copa América .

## Geografía

### Clima
La región tiene un clima mediterráneo, influenciado por el Océano Atlántico y caracterizado por temperaturas moderadas e inviernos húmedos.
El clima en la zona de Cabo da Roca, el punto más occidental de Europa, es principalmente semiárido .
Las montañas de Sintra se consideran moderadamente húmedas, pero las precipitaciones en las montañas son más altas que en las áreas circundantes. La posición de Sintra en el paisaje natural de la Sierra de Sintra está influenciada por la existencia de un microclima. Debido a su microclima, la zona ha desarrollado un follaje denso con una rica diversidad botánica.
La costa a lo largo de Praia do Guincho, ubicada dentro de los límites del parque natural de Sintra-Cascais, es conocida por sus vientos particularmente fuertes y sus poderosas olas, lo que la convierte en un destino popular para practicar surf, kitesurf y windsurf .

### Parques

Parques y jardines naturales de la Riviera portuguesa
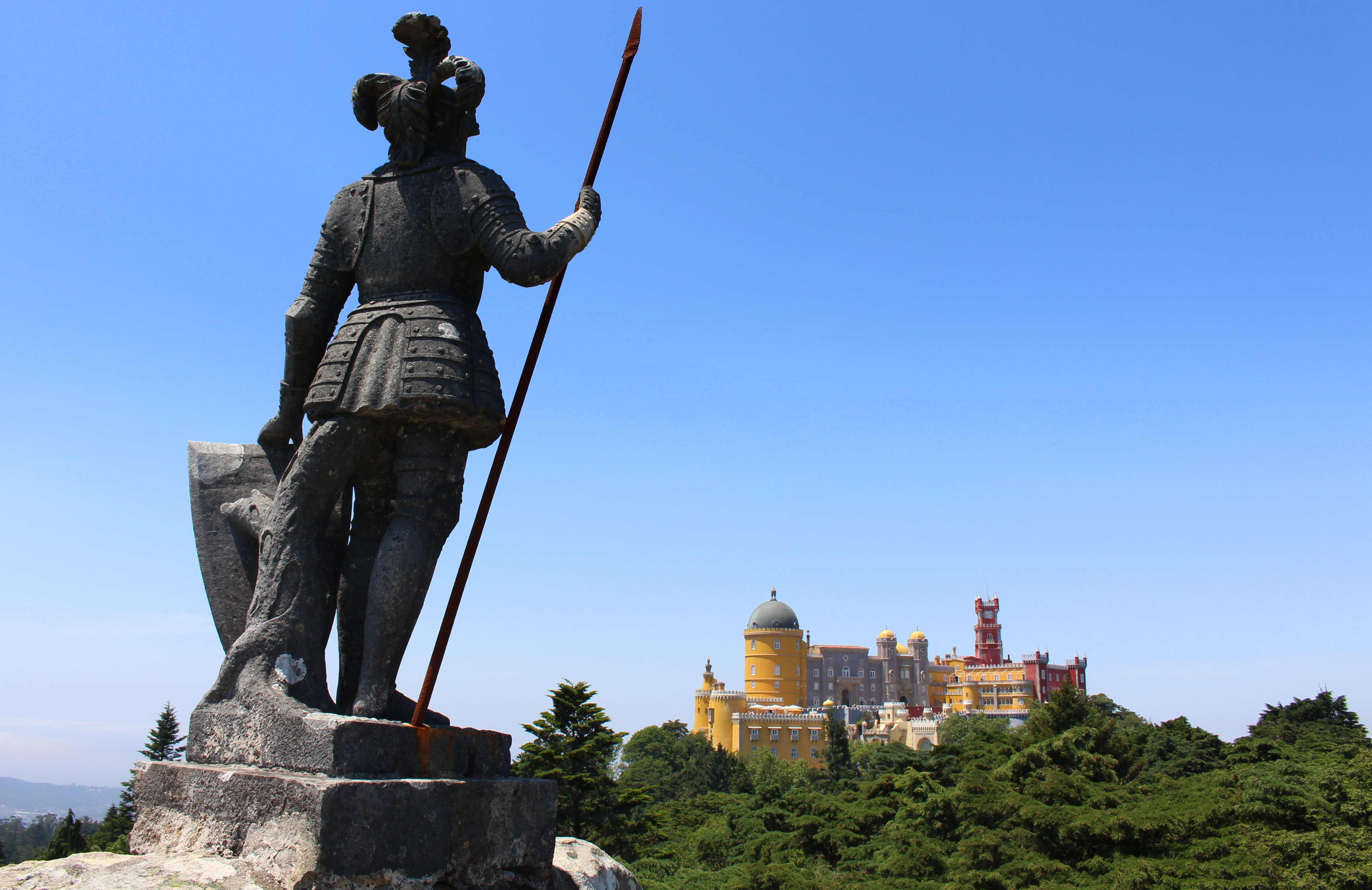
Parque da Pena
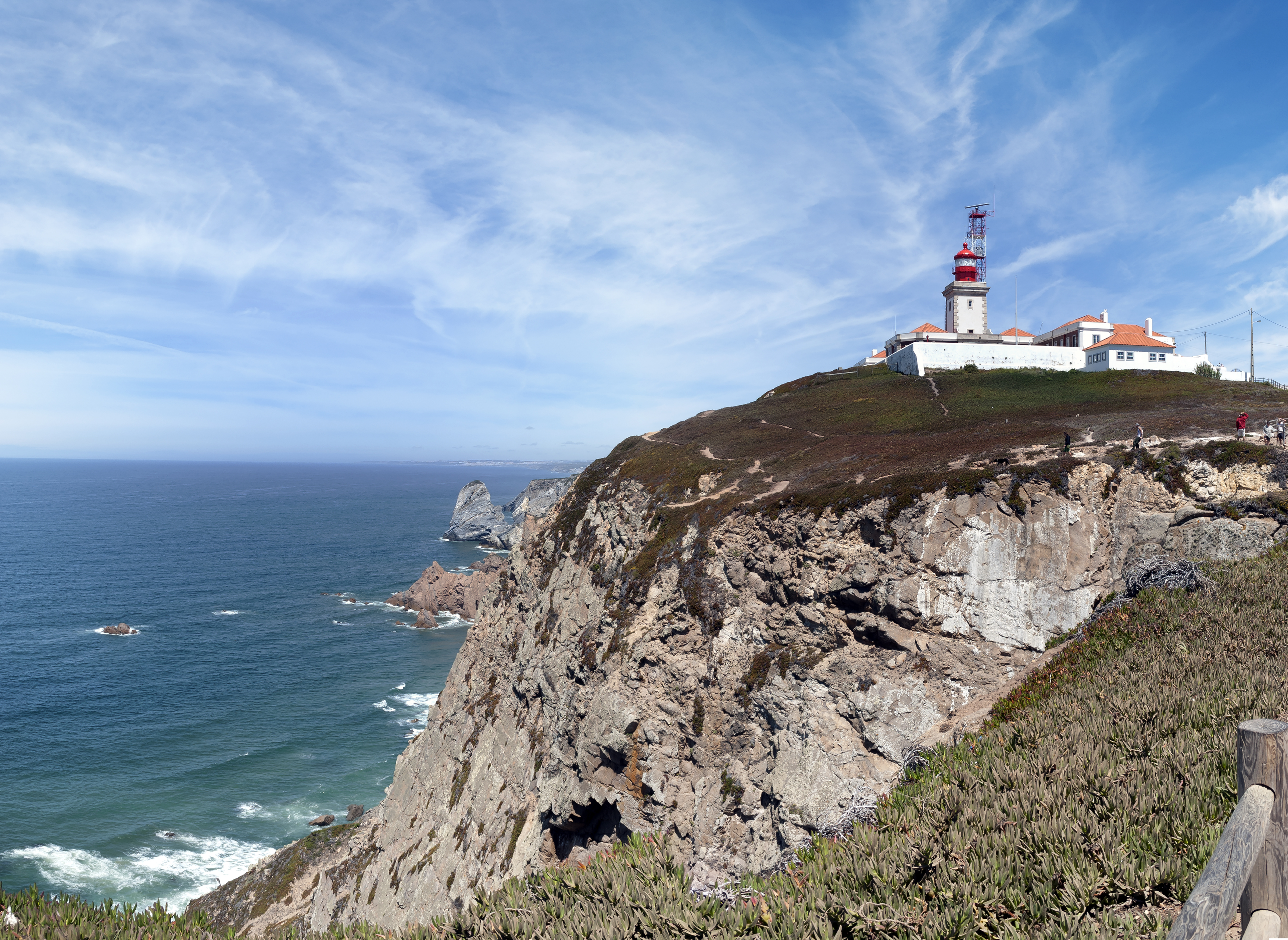
Cabo da Roca
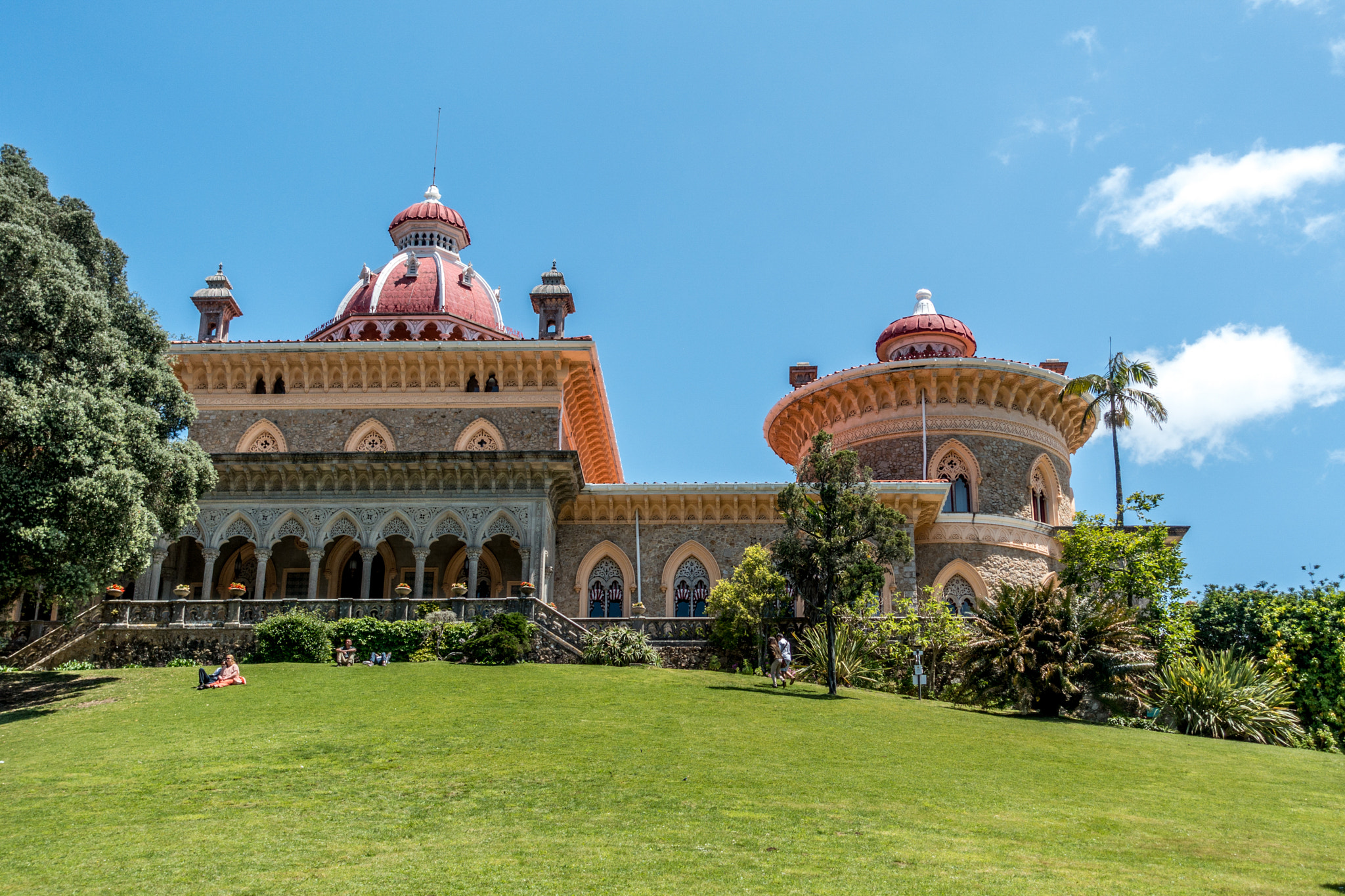
Parque de Monserrate
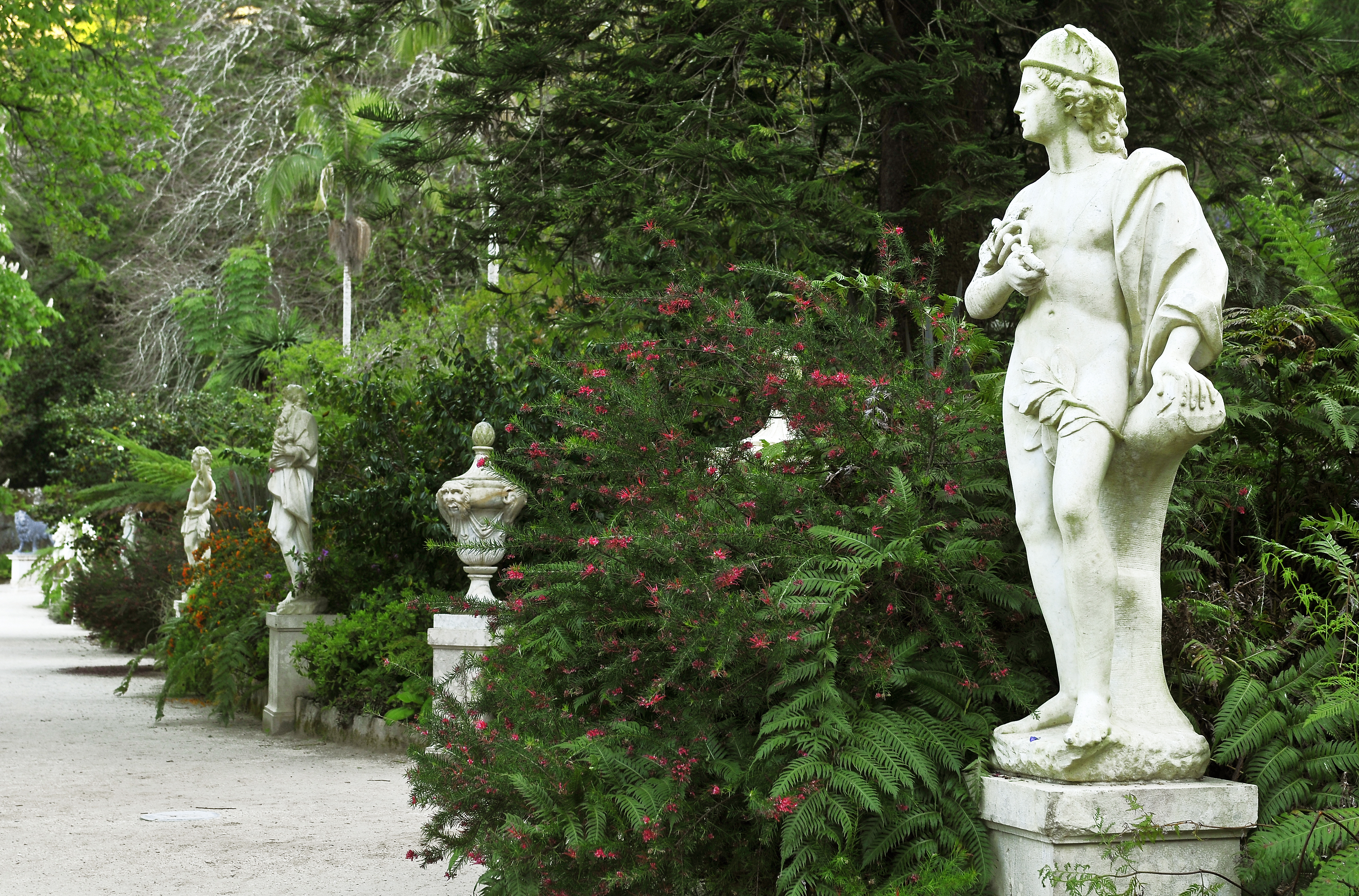
Jardín da Regaleira
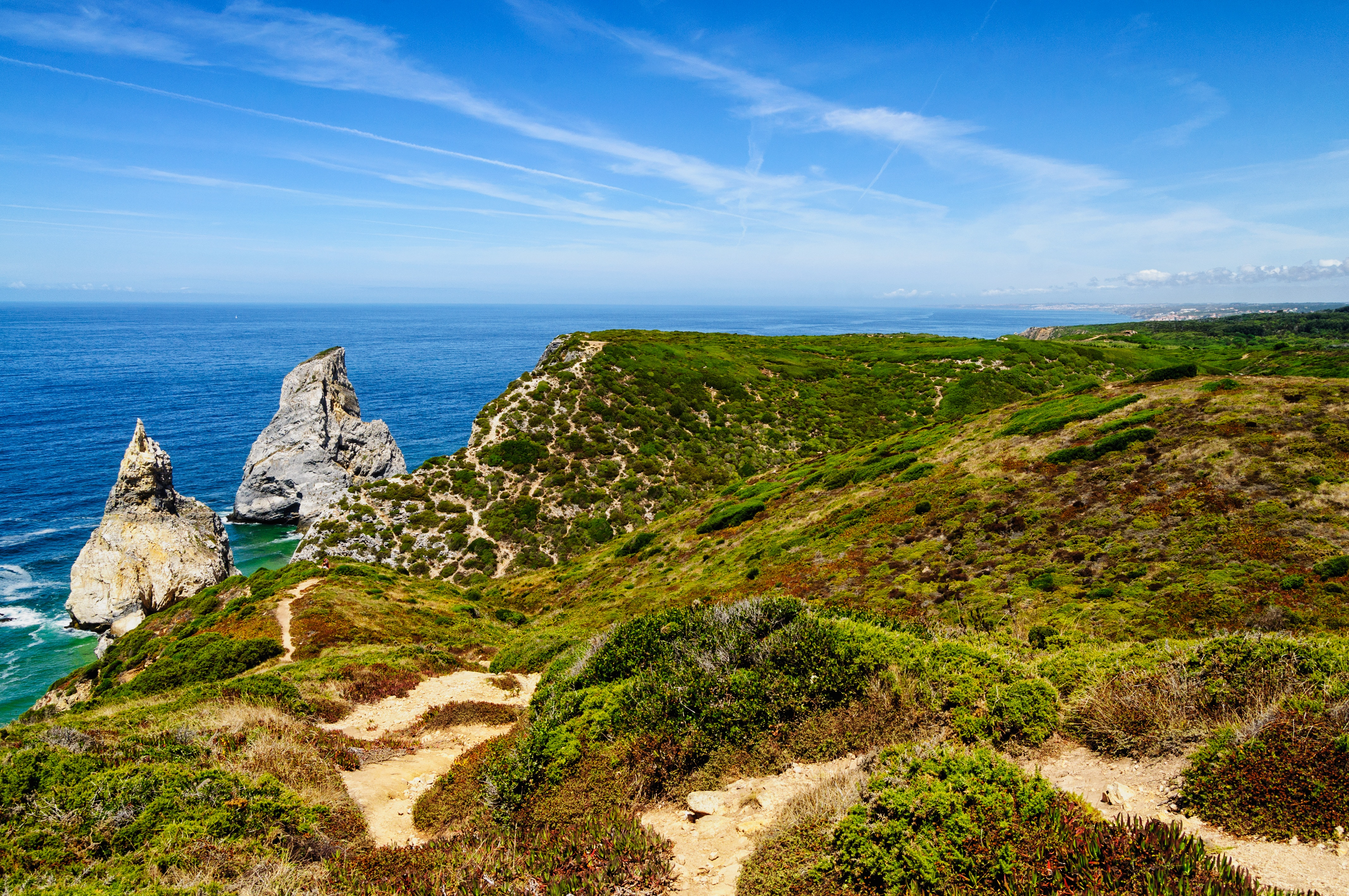
Playa de la Osa
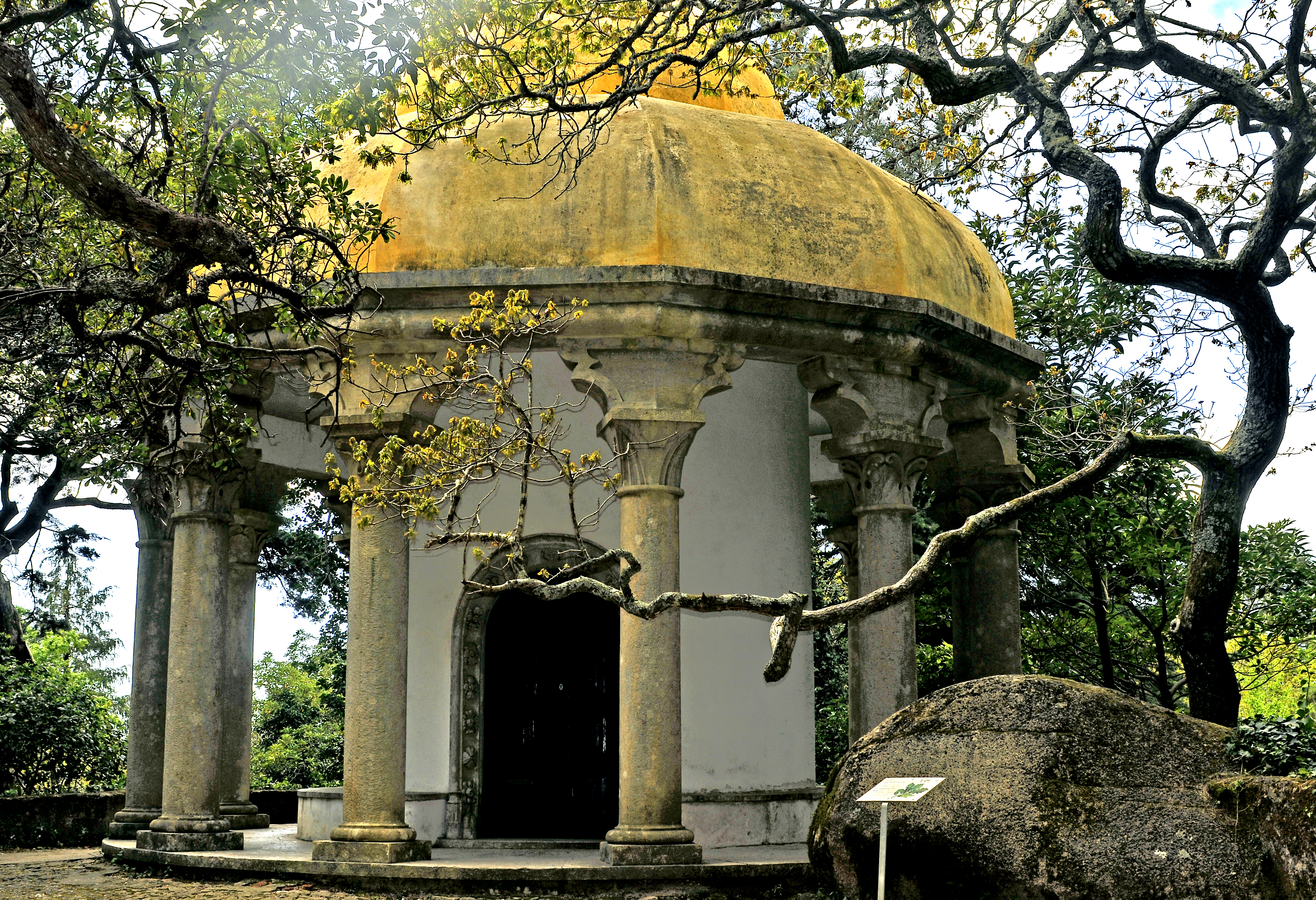
Parque da Pena
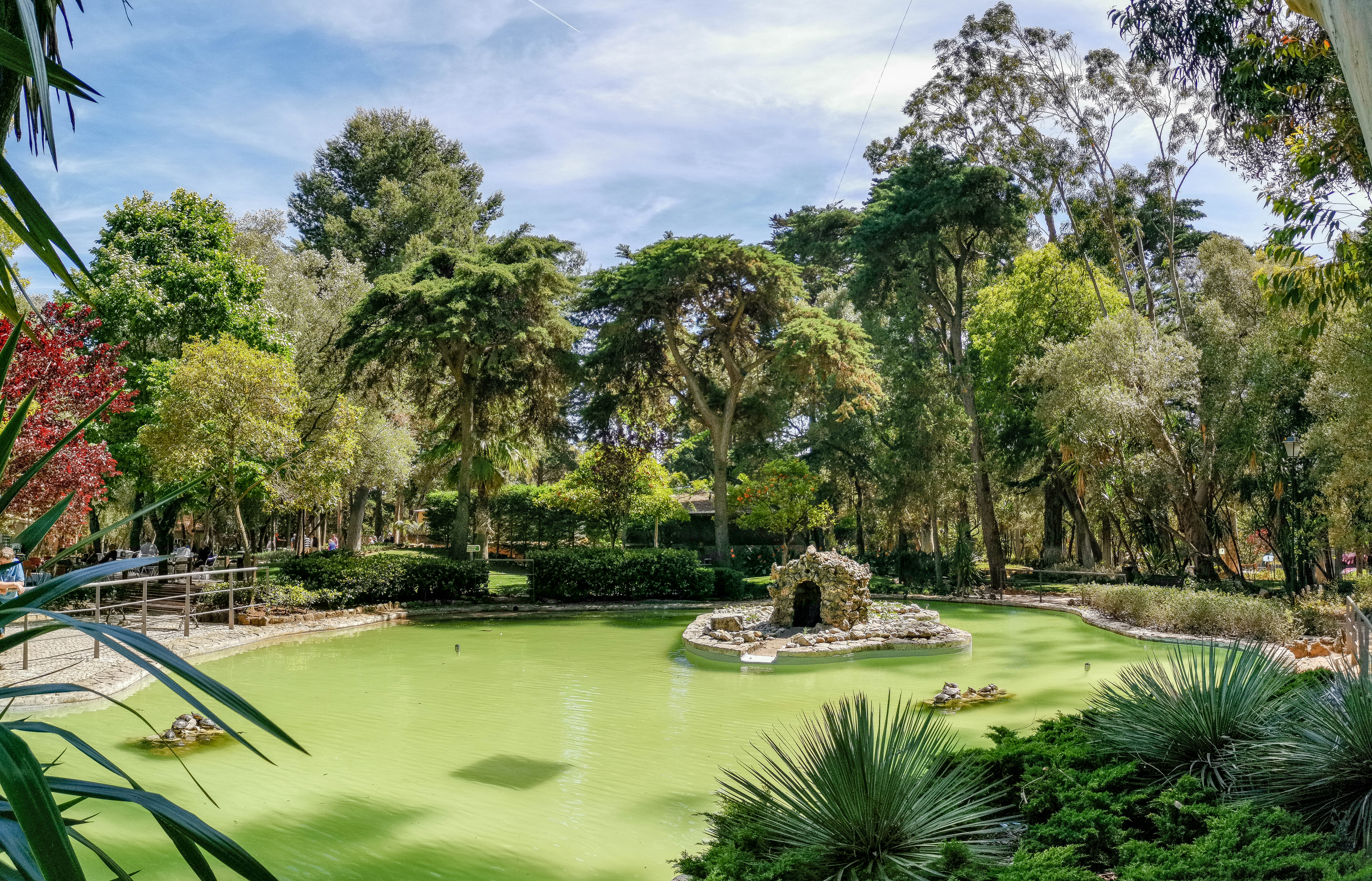
Parque Marechal Carmona
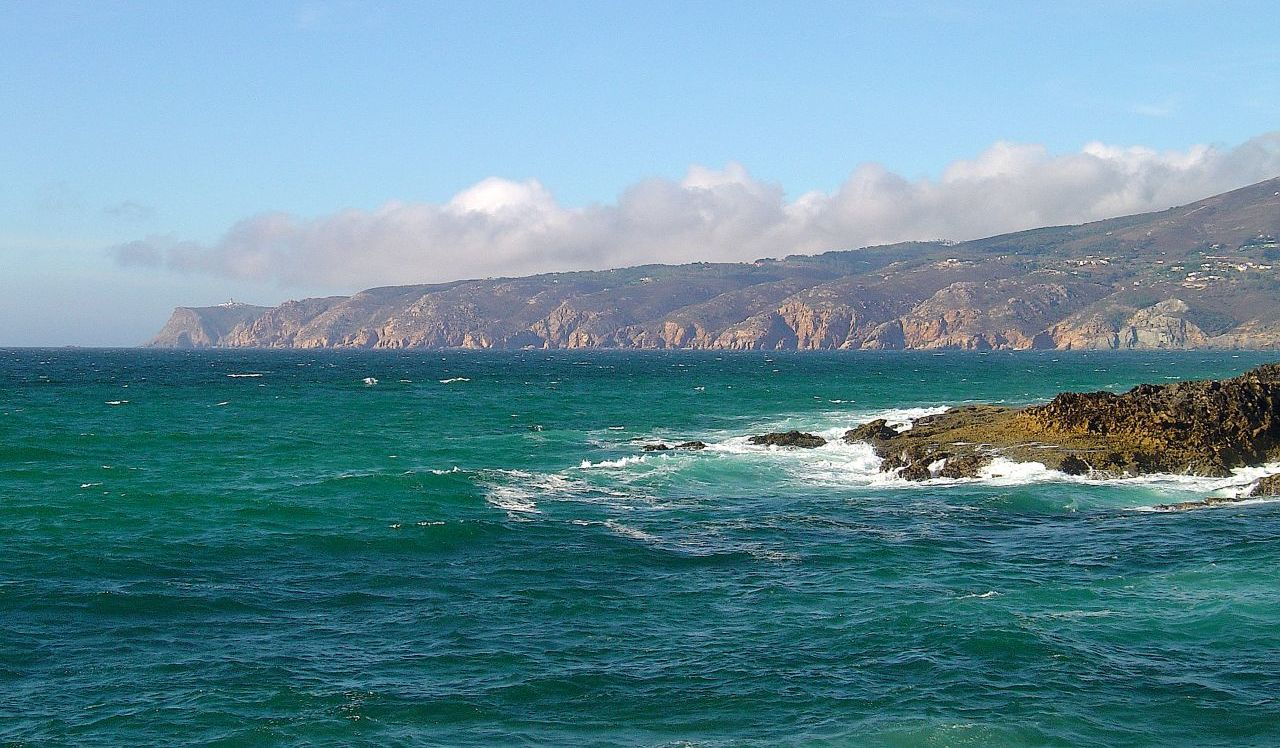
Praia do Guincho
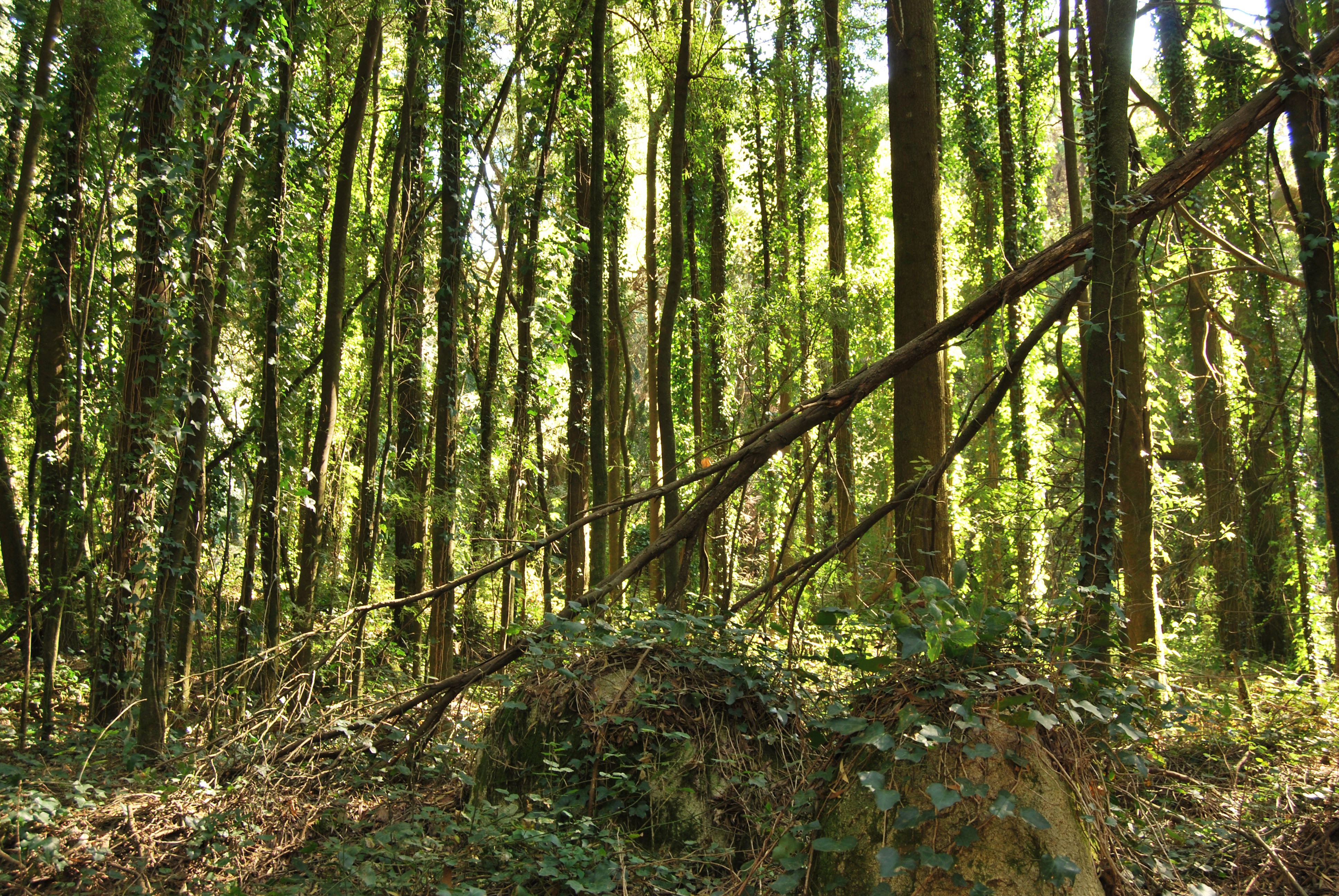
Parque natural de Sintra-Cascaes
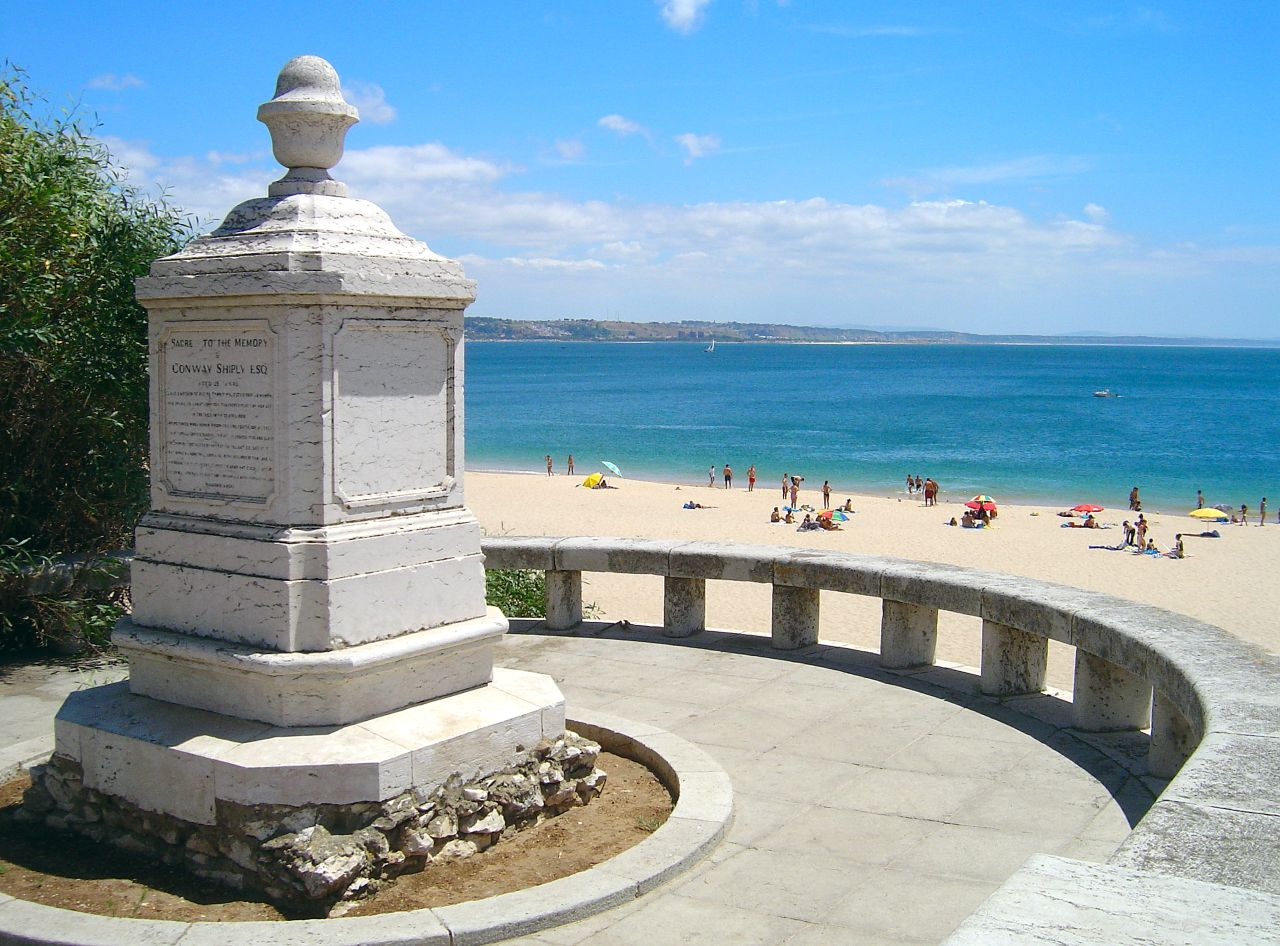
Playa de Paço de Arcos

### Lugares

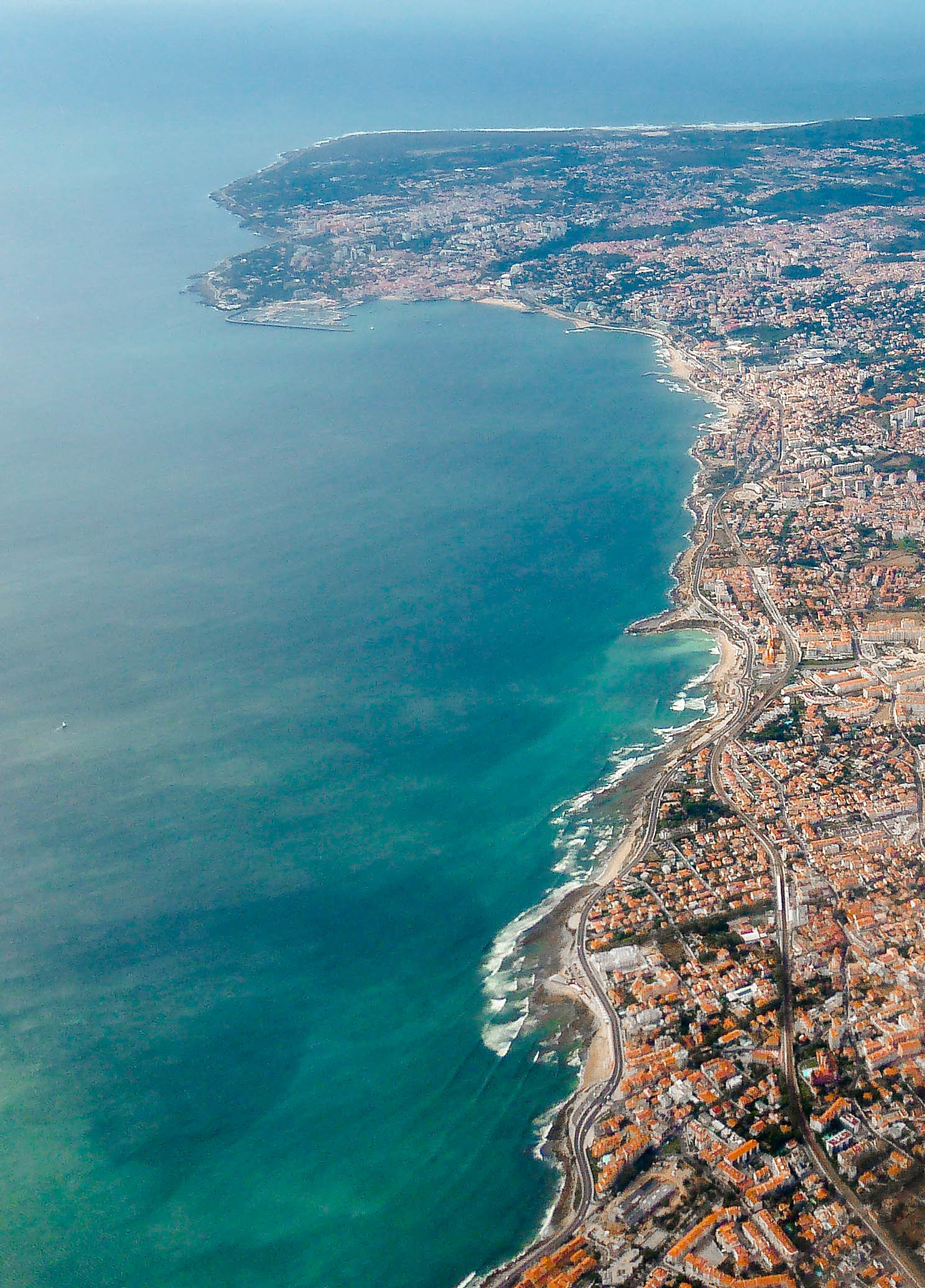
La Riviera portuguesa se extiende a lo largo de la Costa do Sol o Costa de Estoril, sobre el Océano Atlántico.

Lugares siguiendo la definición más amplia de la Riviera portuguesa:
- Cascaes
  - Estoril
  - Carcavelos
  - Parede
  - Alcabideche
- Sintra
  - Linhó
  - Queluz
  - São Pedro de Peñaferrim
  - Colares
  - Bellas
- Oeiras
  - Paço de Arcos
  - São Julião da Barra
  - Caxias

## Cultura

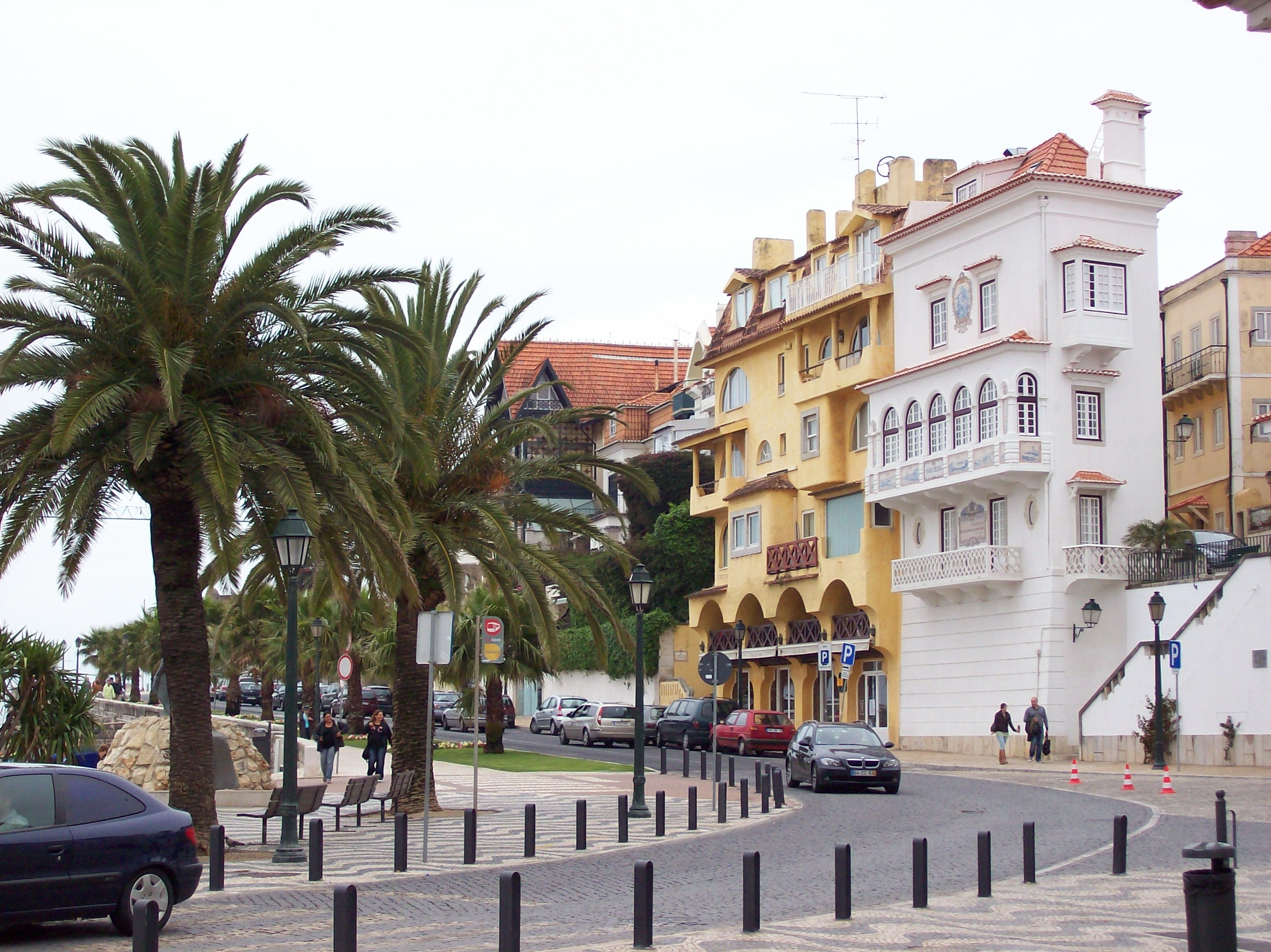
Avenida Rey Carlos I, Cascaes.

La Riviera portuguesa tiene fama de ser un bastión de la cultura en Portugal, ya que alberga numerosas instituciones de prestigio, galerías de arte, museos y una agenda cultural que incluye varios festivales internacionales de música, festivales de cine, conciertos, reuniones de cumbres internacionales y festivales culturales, entre otros.
La riviera alberga numerosos restaurantes con estrellas Michelin y es conocida como un destino culinario tanto para la cocina portuguesa como para la cocina internacional.
La arquitectura de verano, un movimiento arquitectónico portugués del siglo XIX y principios del XX, se originó en la Riviera, tras la llegada de la familia real portuguesa a la región en 1870.
La Escuela Portuguesa de Arte Ecuestre, una de las "Cuatro Grandes" academias de equitación clásica más prestigiosas del mundo, tiene su sede en el Palacio Nacional de Queluz en Sintra.

### Museos y galerías
La Casa das Histórias Paula Rego, un museo y galería de arte diseñado por Souto de Moura, alberga la mayor colección de obras de la famosa artista Paula Rego .
El Museo de la Música Portuguesa, en Estoril, está dedicado al estudio ya la historia de la música de Portugal .
El Palacio de los Condes de Castro Guimarães, en Cascaes, el Palacio de Monserrate, villa romántica en Sintra, y la Quinta da Regaleira, palacio neomanuelino del siglo XIX, son fincas abiertas al público que sirven para mostrar la nobleza portuguesa que vivió históricamente en la Riviera, con notables diferencias en la arquitectura y estilos de vida entre los aristócratas de Cascaes y los nobles de Sintra.
El NewsMuseum de Sintra es uno de los primeros museos de Europa dedicado al estudio de las noticias y los medios.

El Museo de Historia Natural de Sintra es un museo de historia natural reconocido internacionalmente en el centro histórico de Sintra .

Instituciones culturales de la Riviera portuguesa
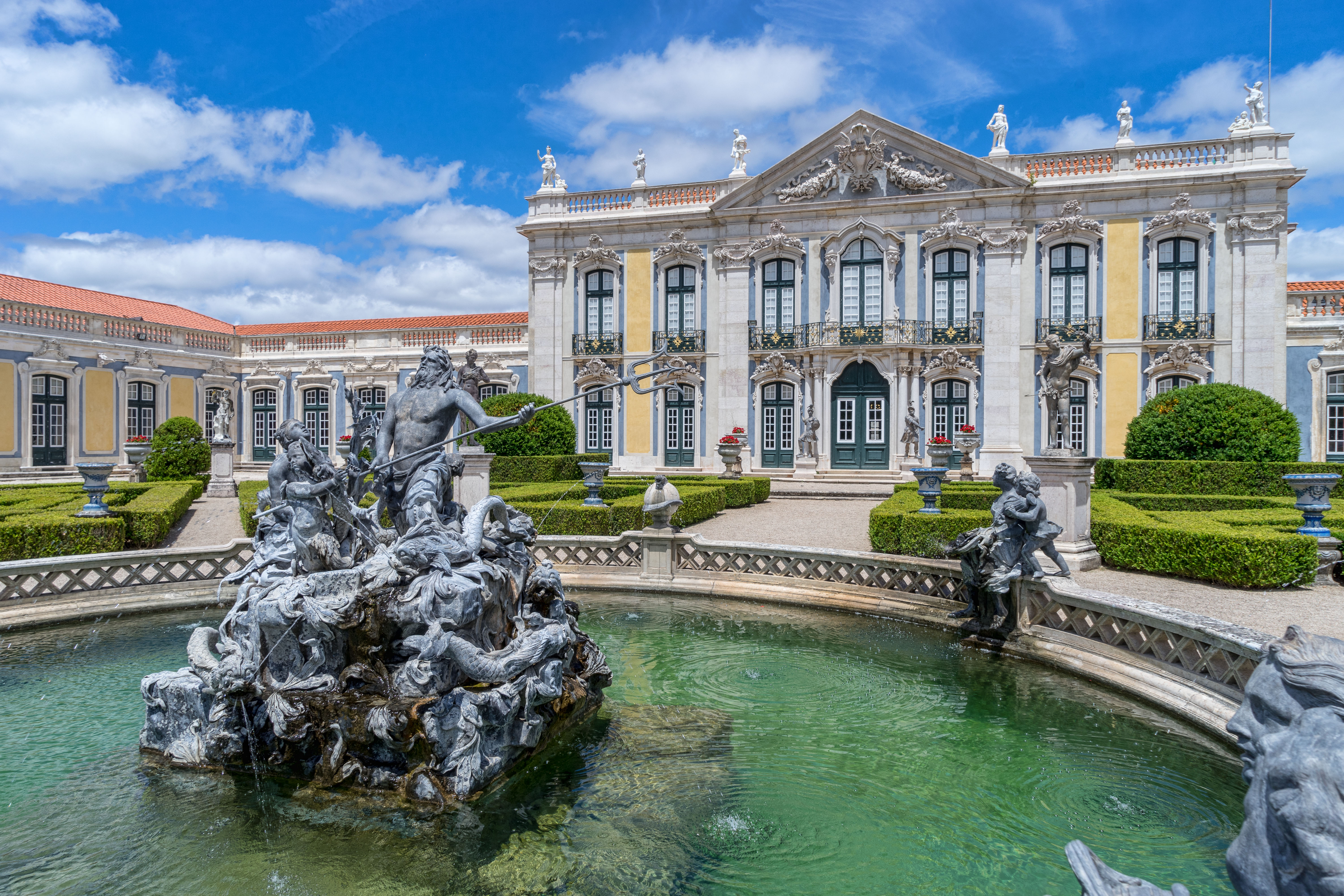
Palacio Nacional de Queluz
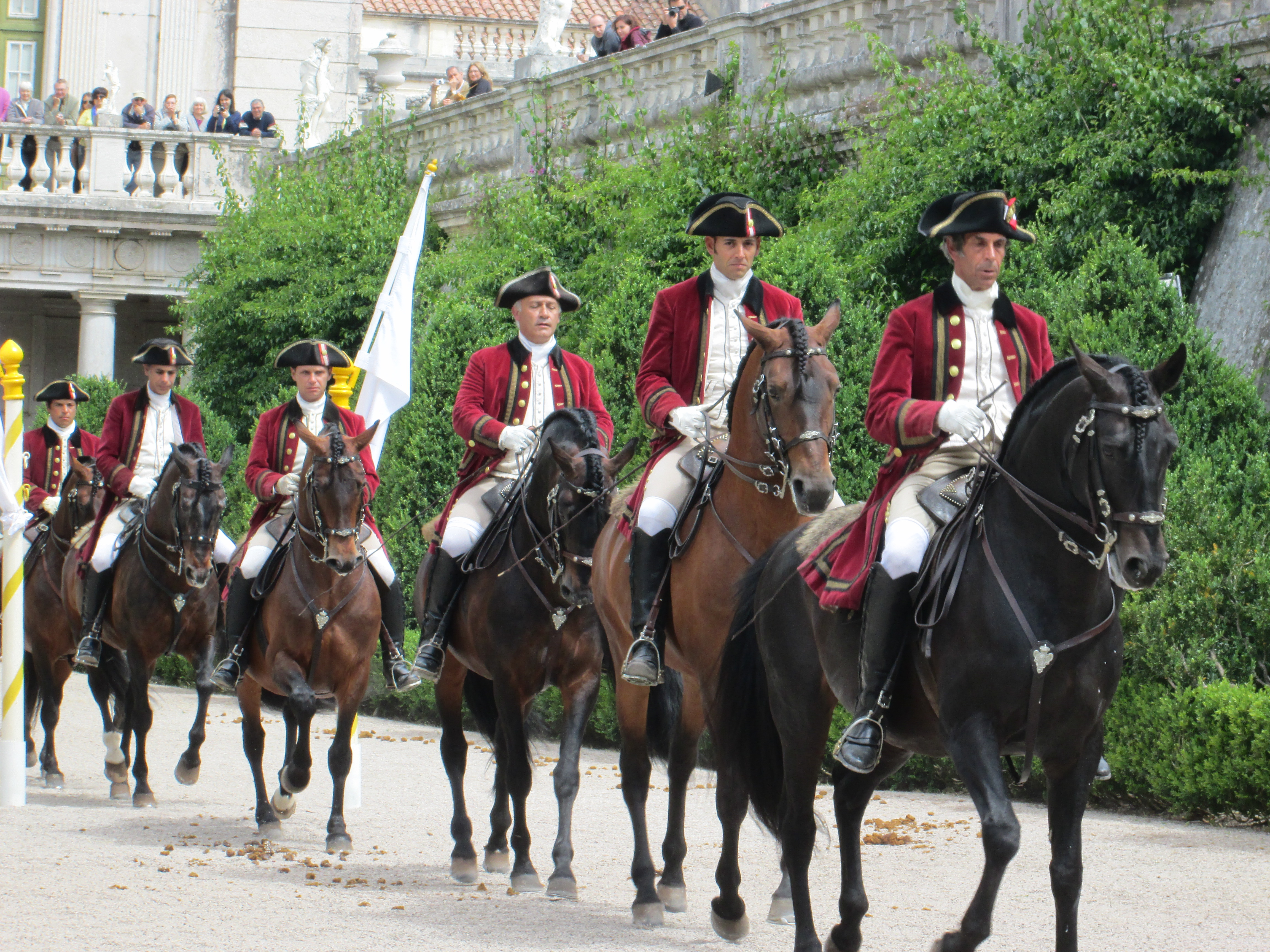
Escuela Portuguesa de Arte Ecuestre en Queluz
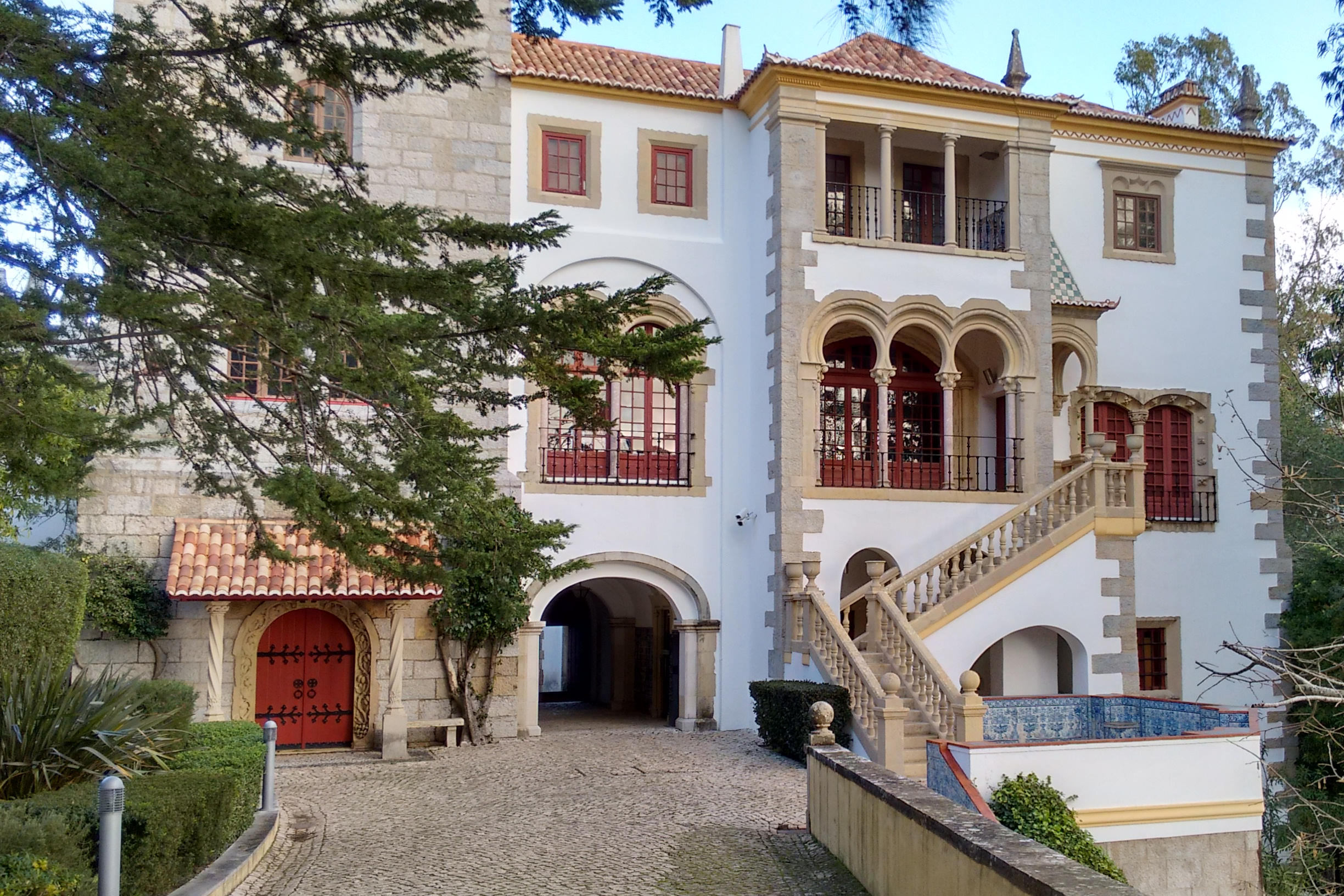
Museo de la Música Portuguesa
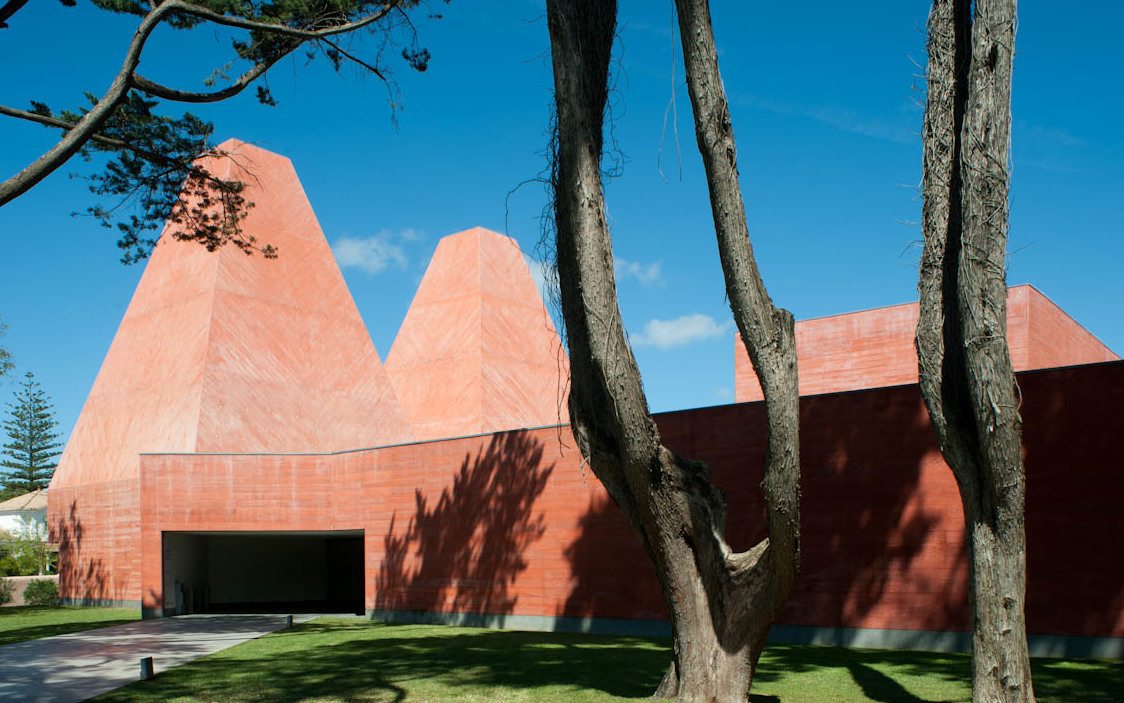
Casa das Histórias Paula Rego
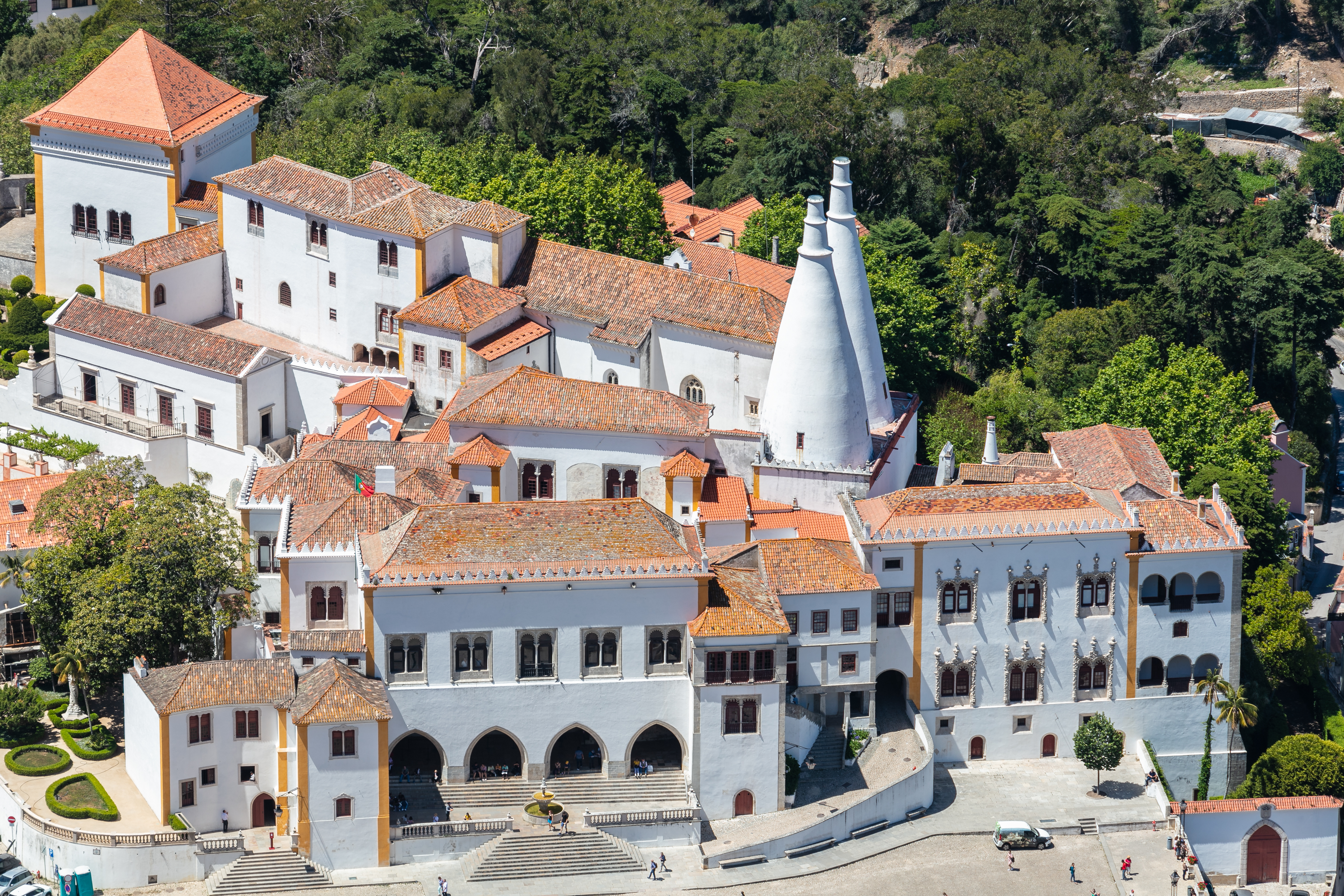
Palacio Nacional de Sintra
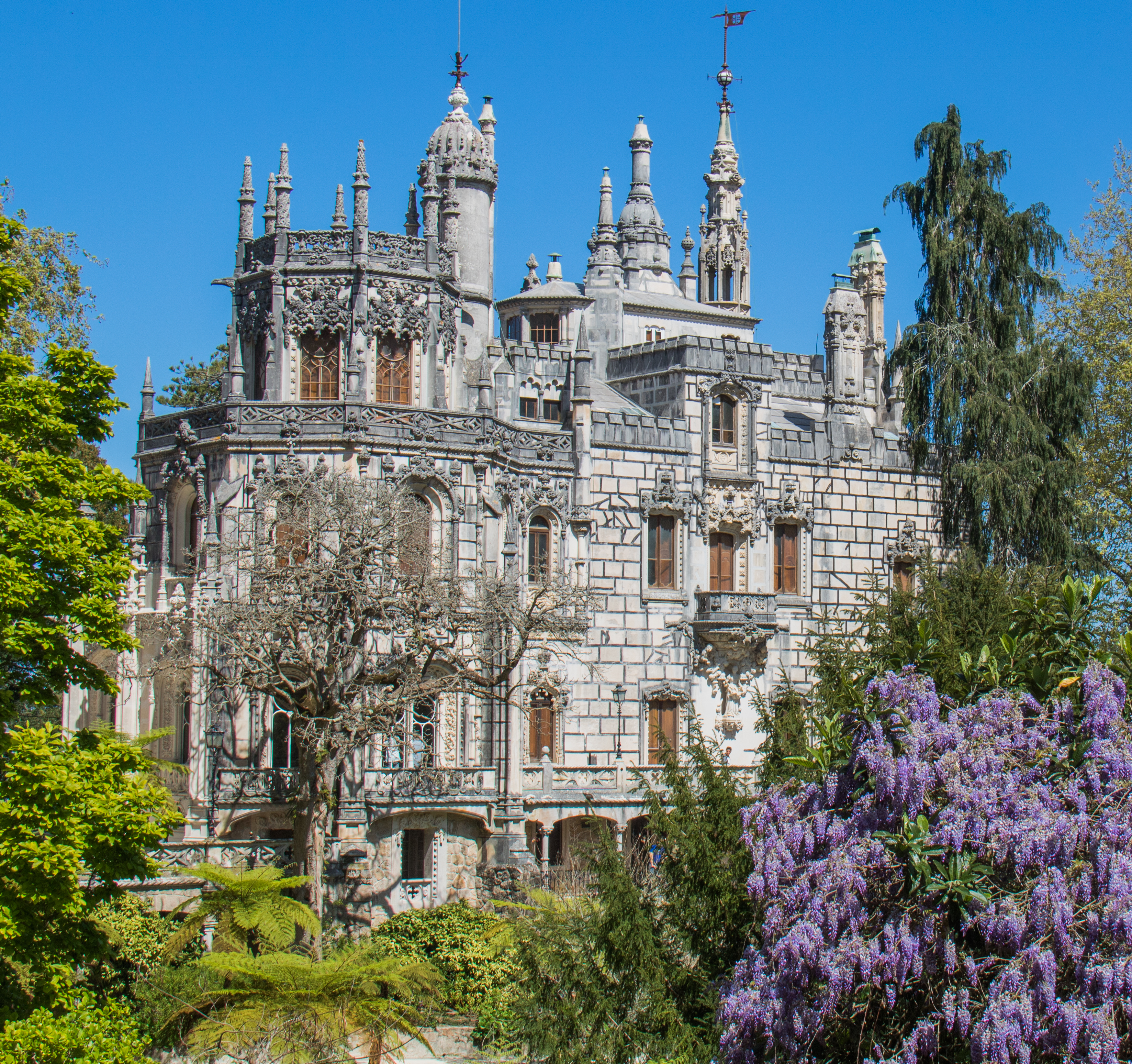
Quinta da Regaleira
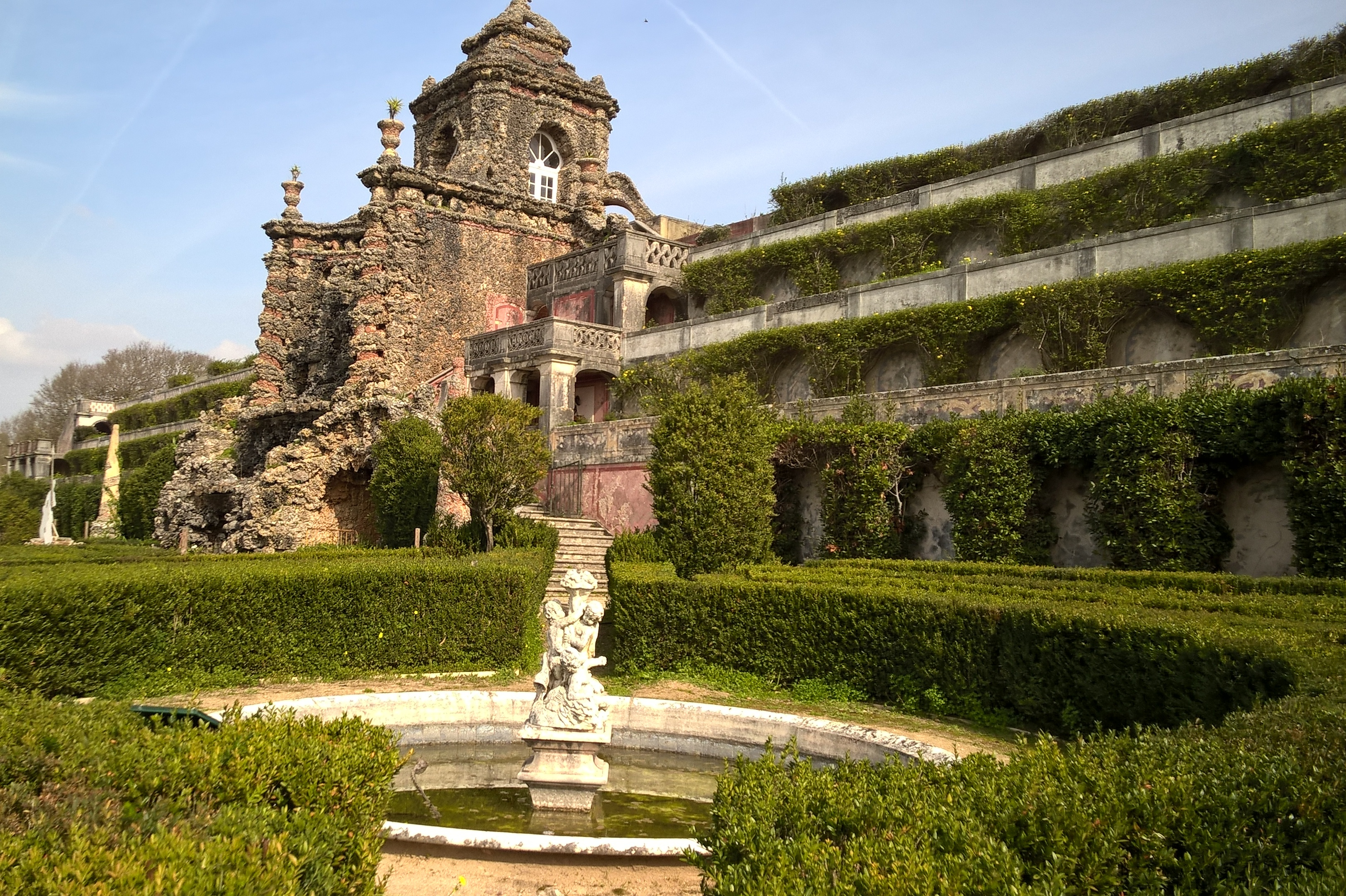
Real Quinta de Caxias
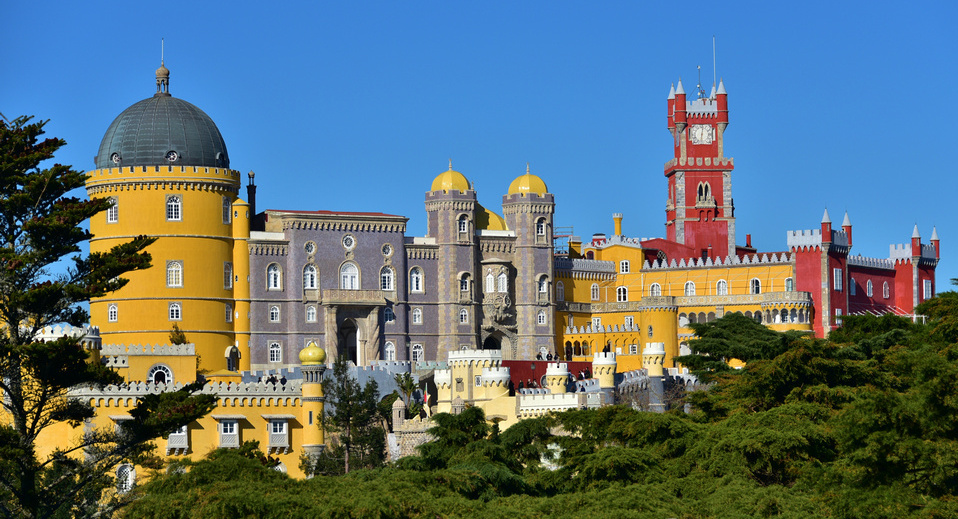
Palacio Nacional de Pena
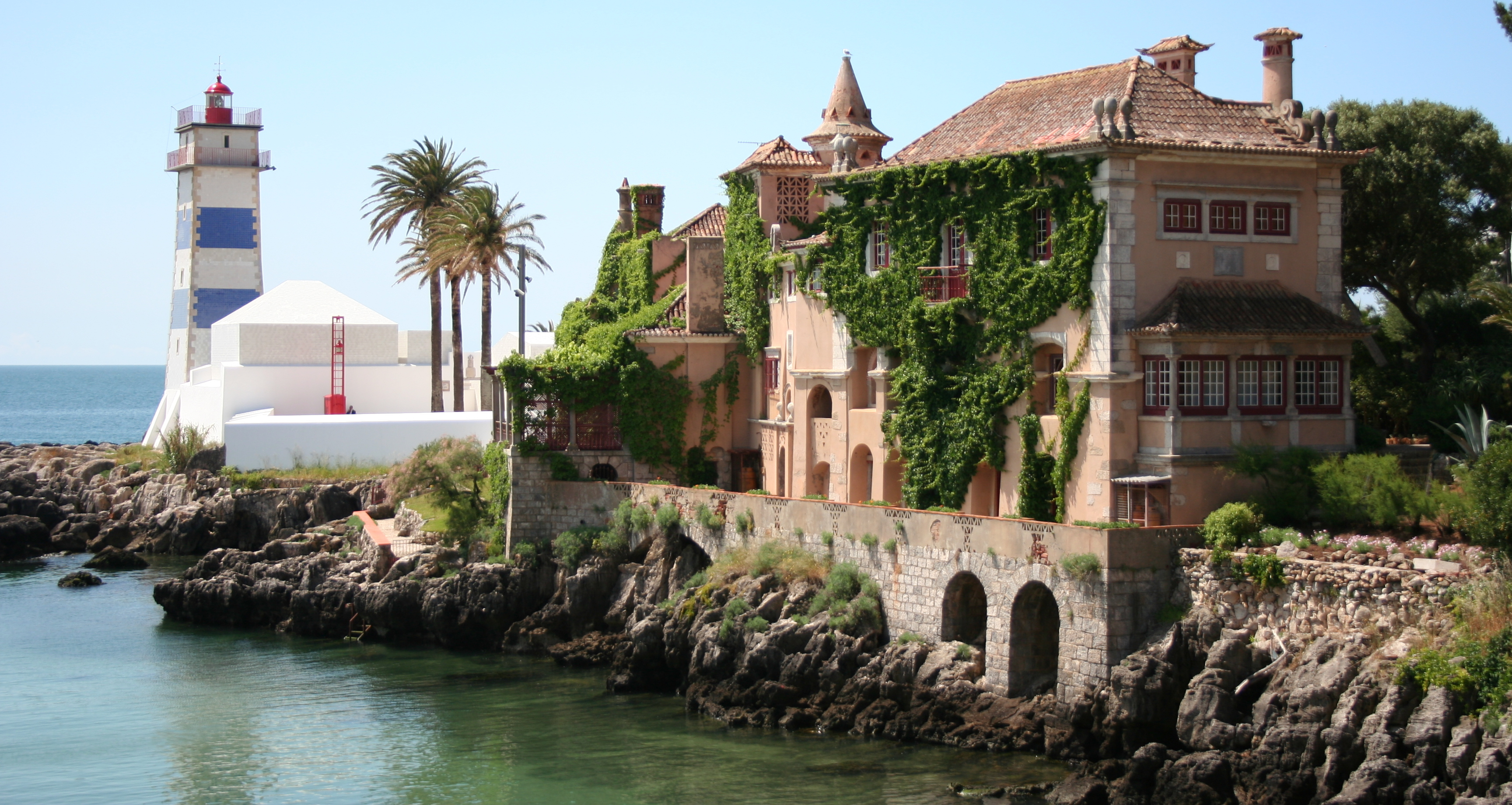
Casa de Santa María
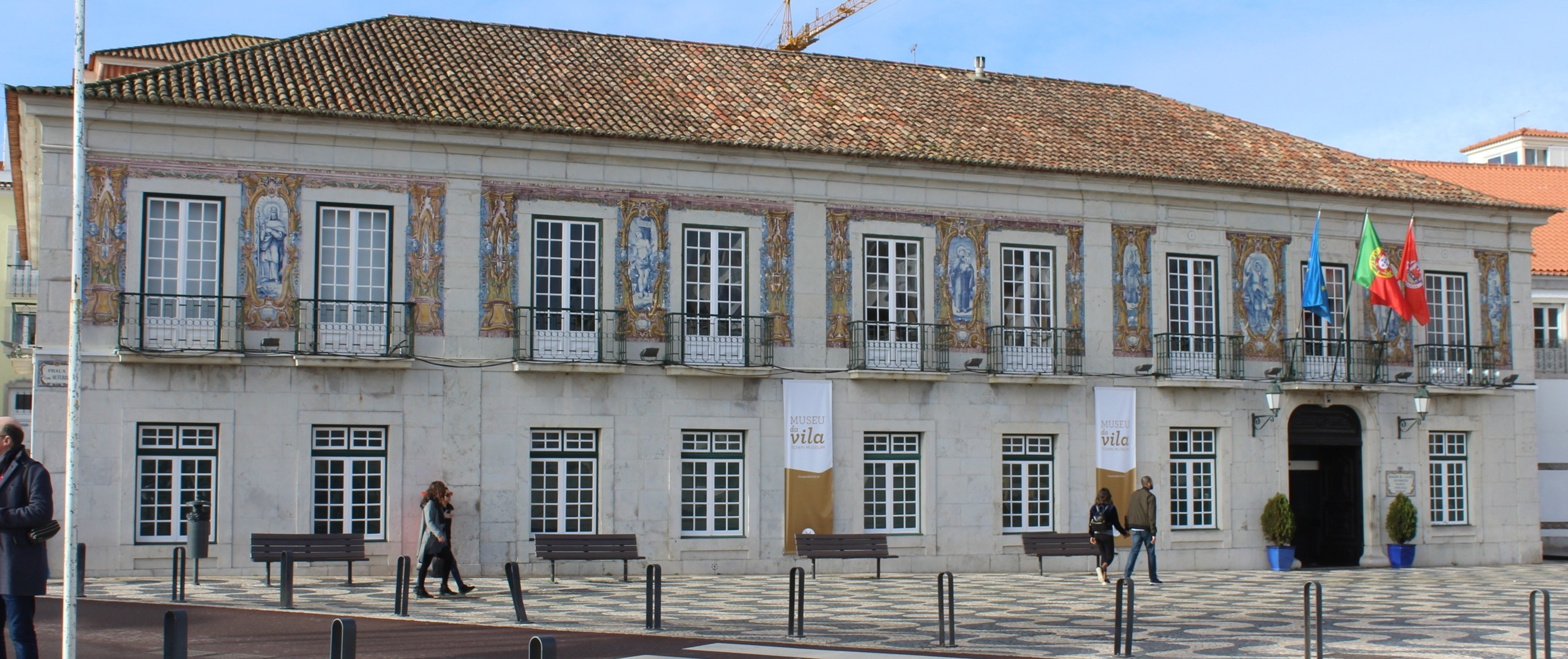
Museo Municipal de Cascais
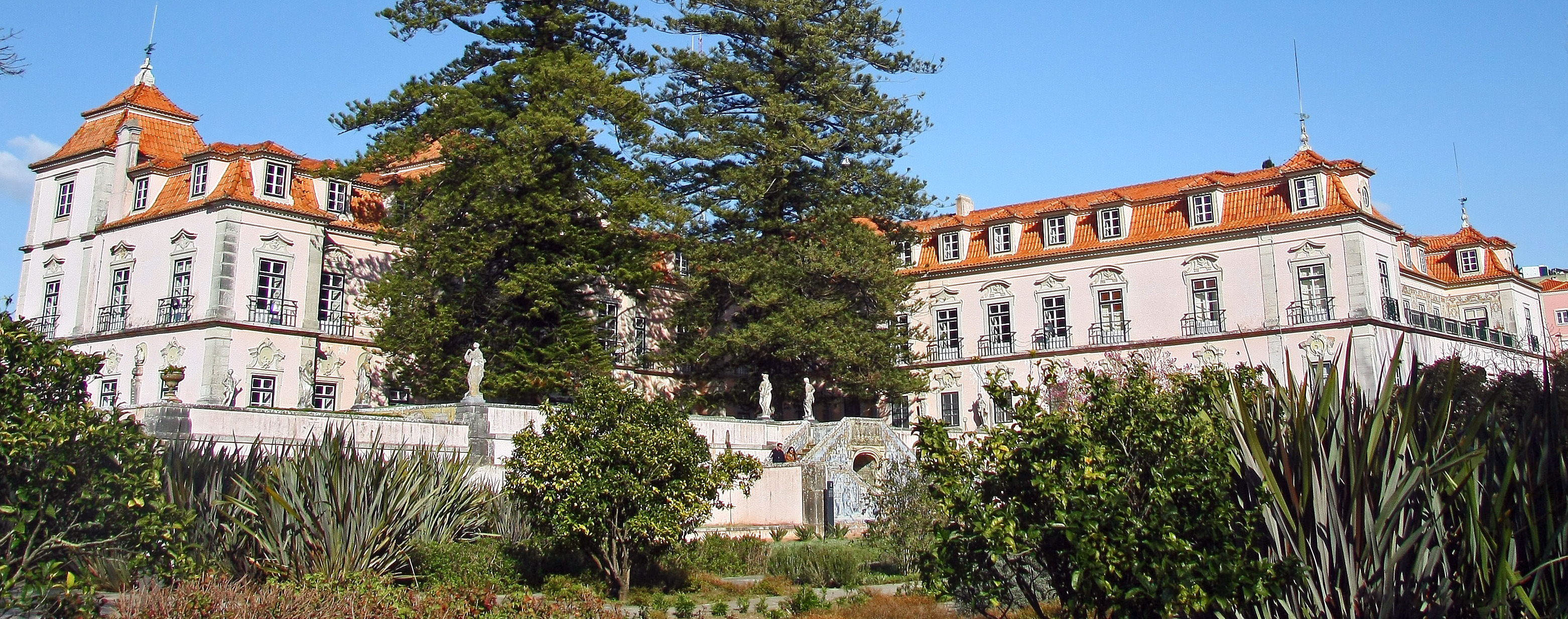
Palacio del Marquês de Pombal en Oeiras
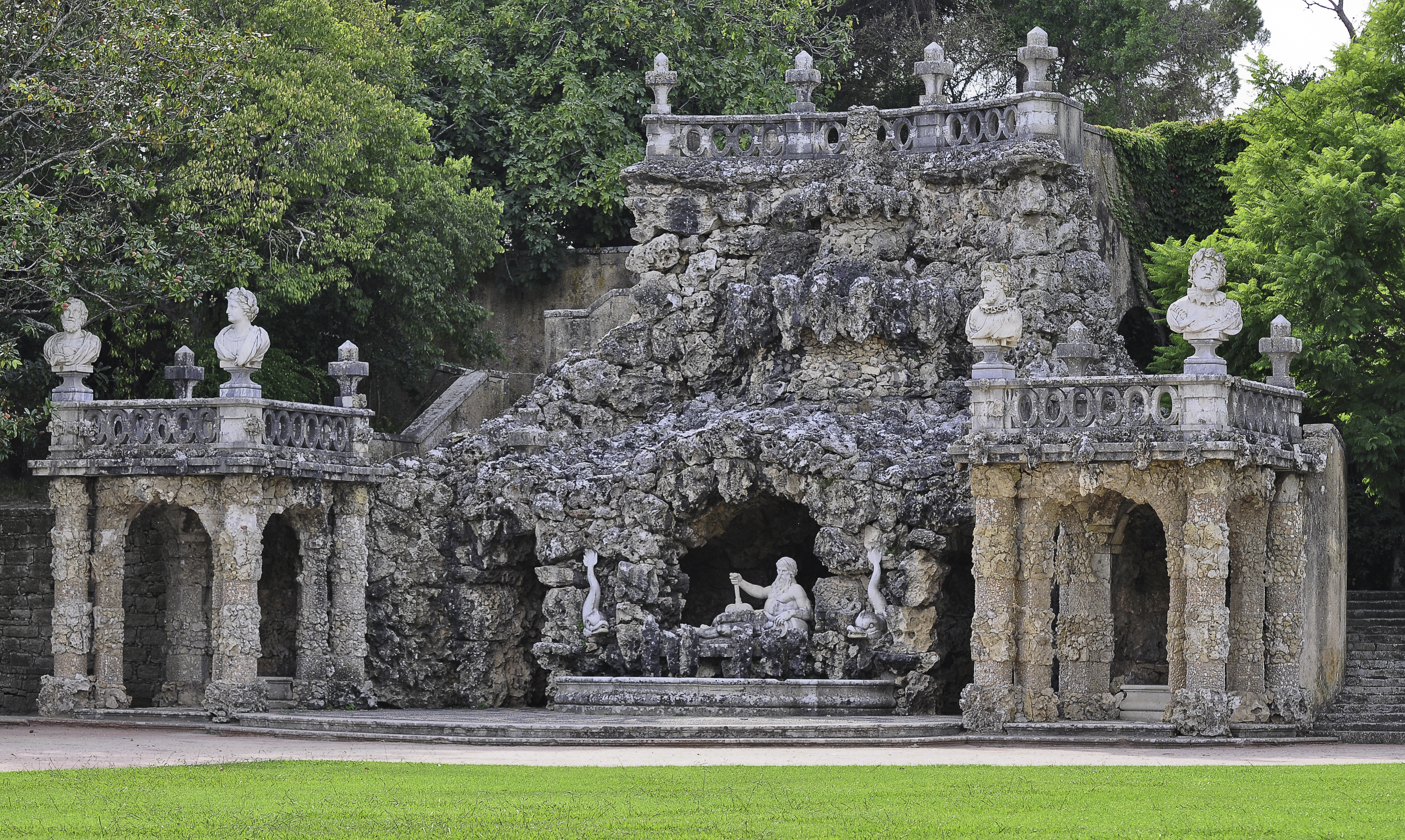
Jardines del Palacio del Marquês de Pombal
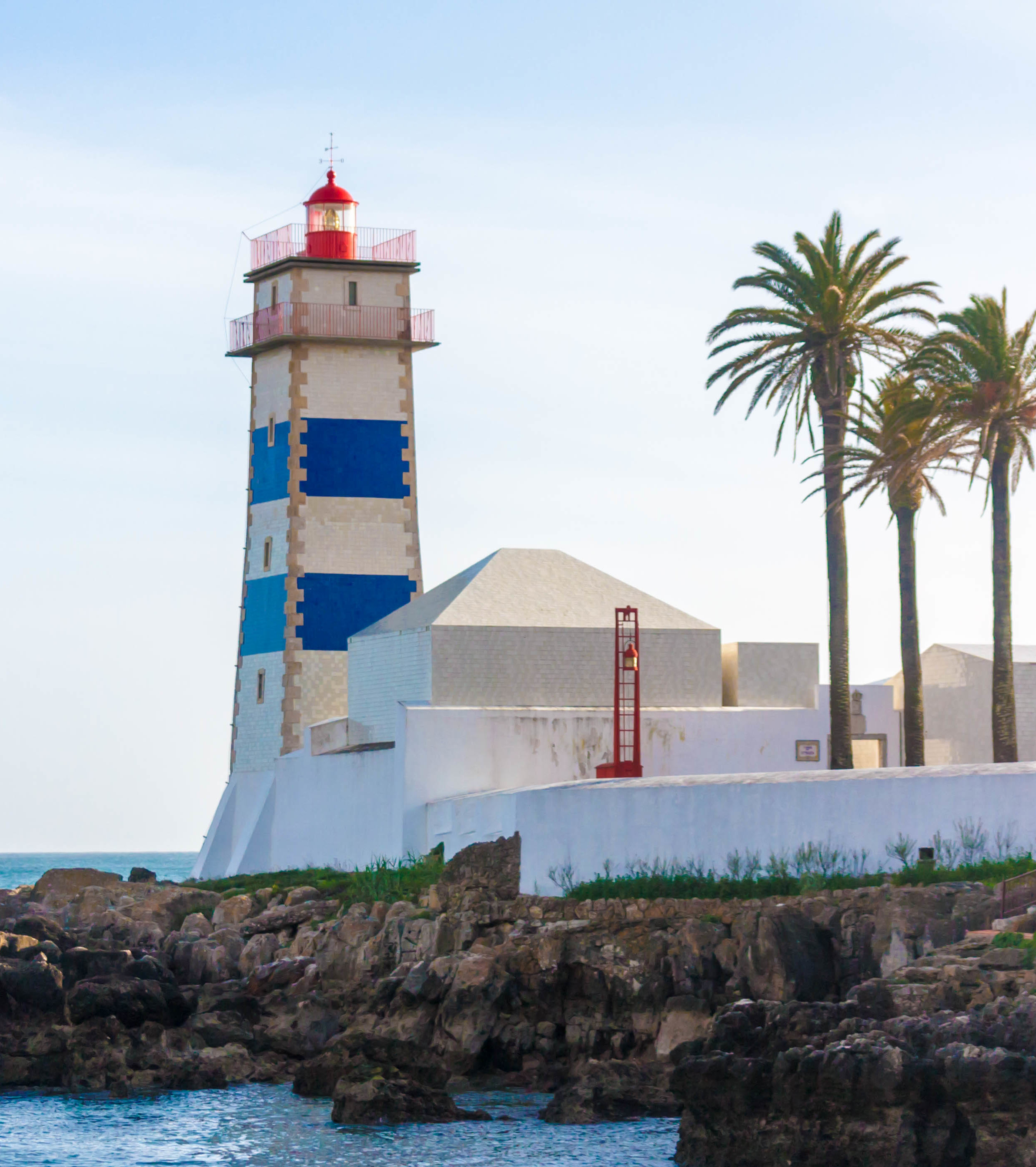
Fuerte de Santa Marta
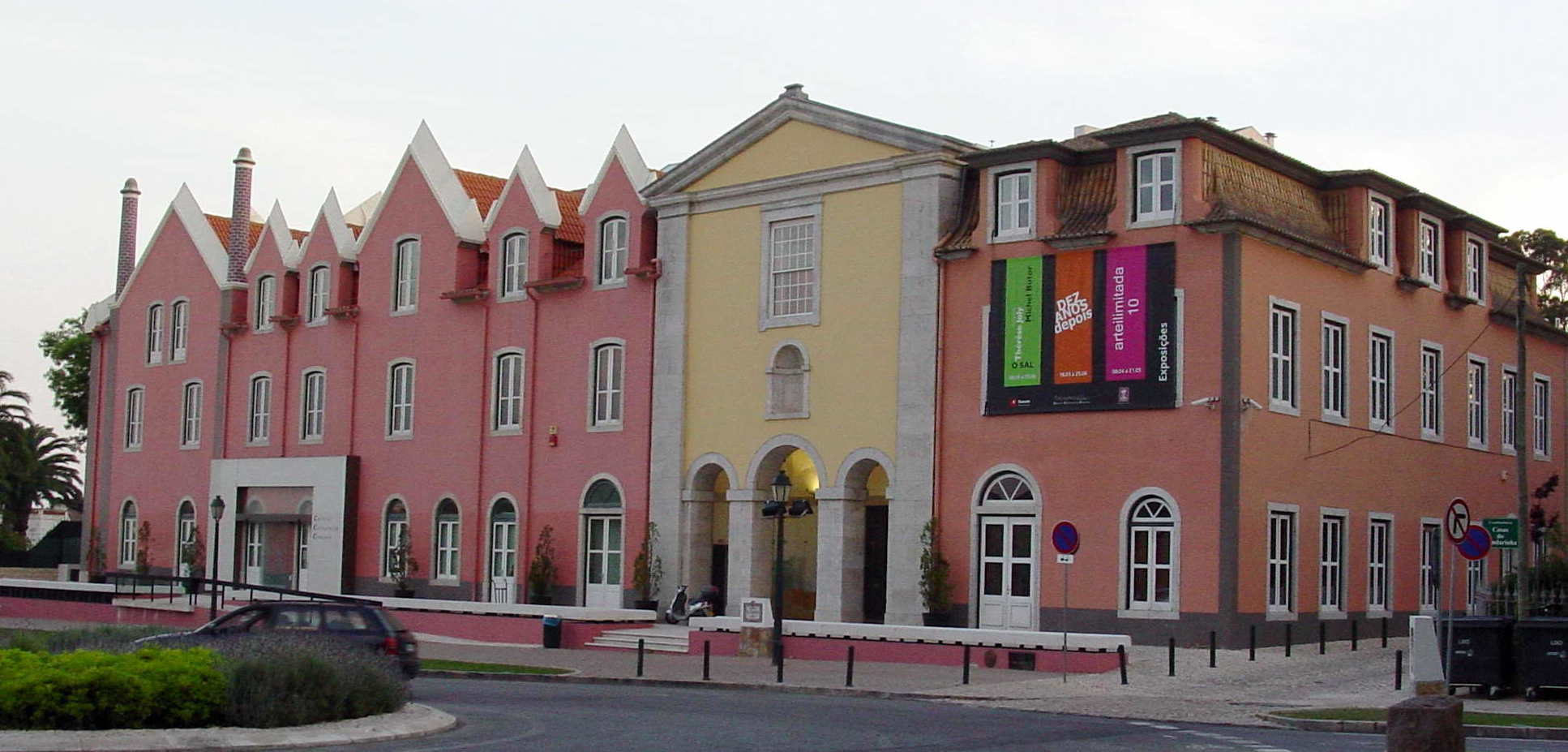
Fundación y Centro Cultural Rey Luís I
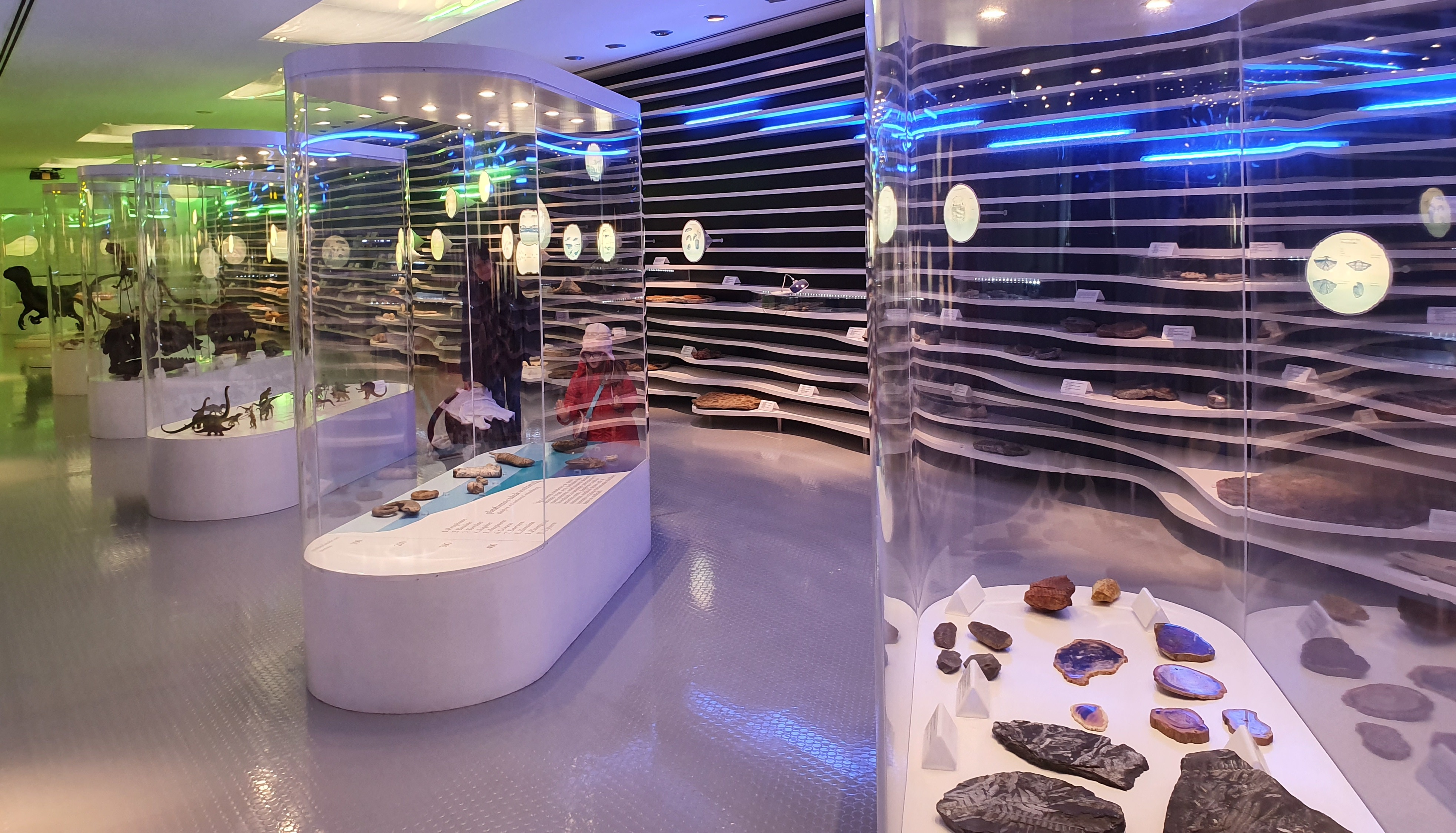
Museo de Historia Natural de Sintra
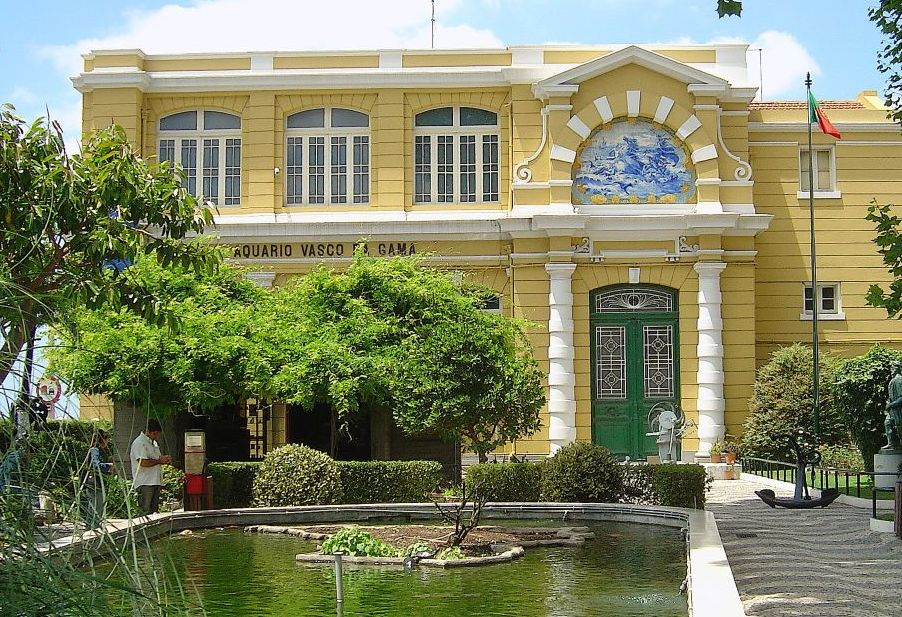
Acuario Vasco da Gama
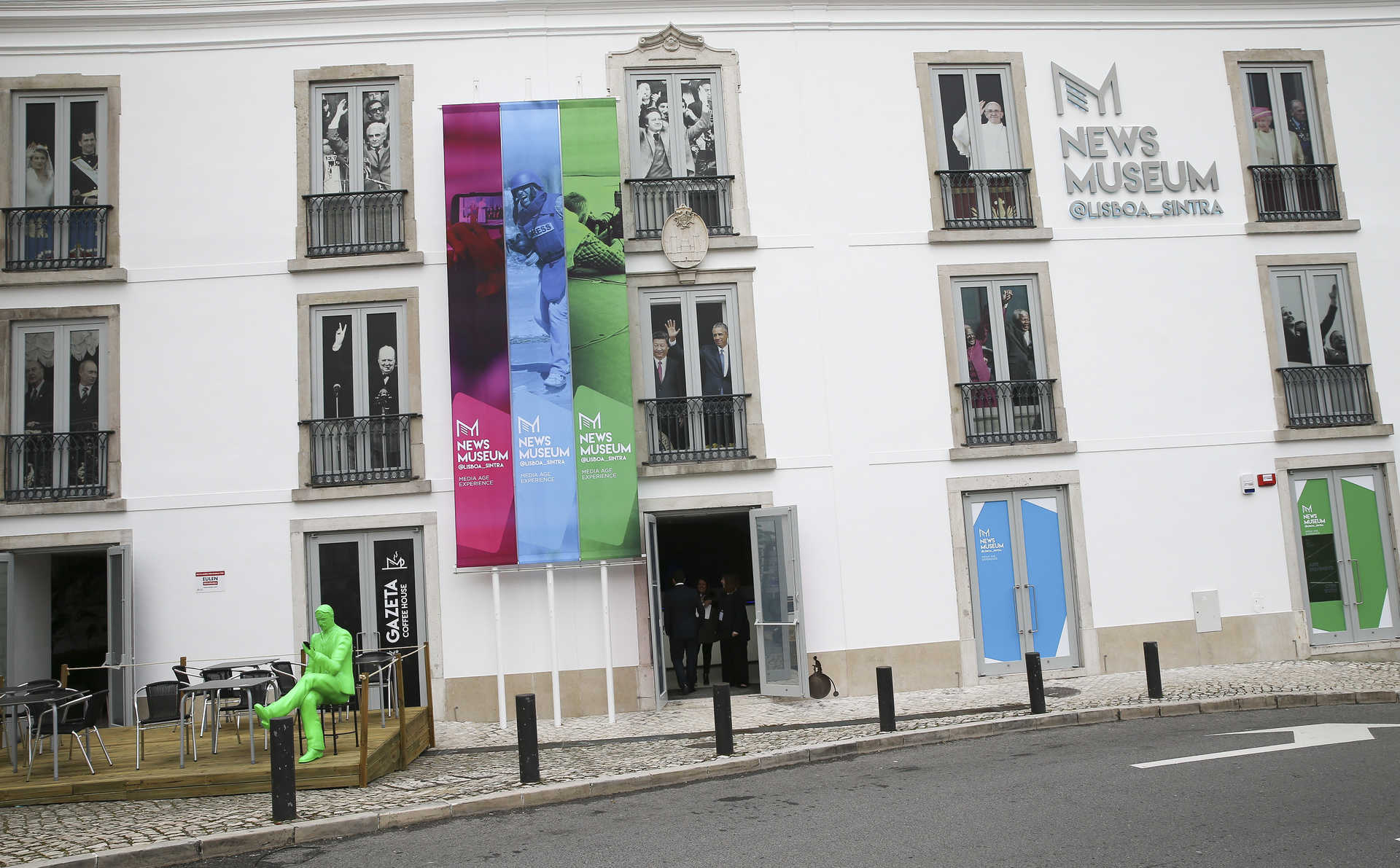
Museo de las Noticias
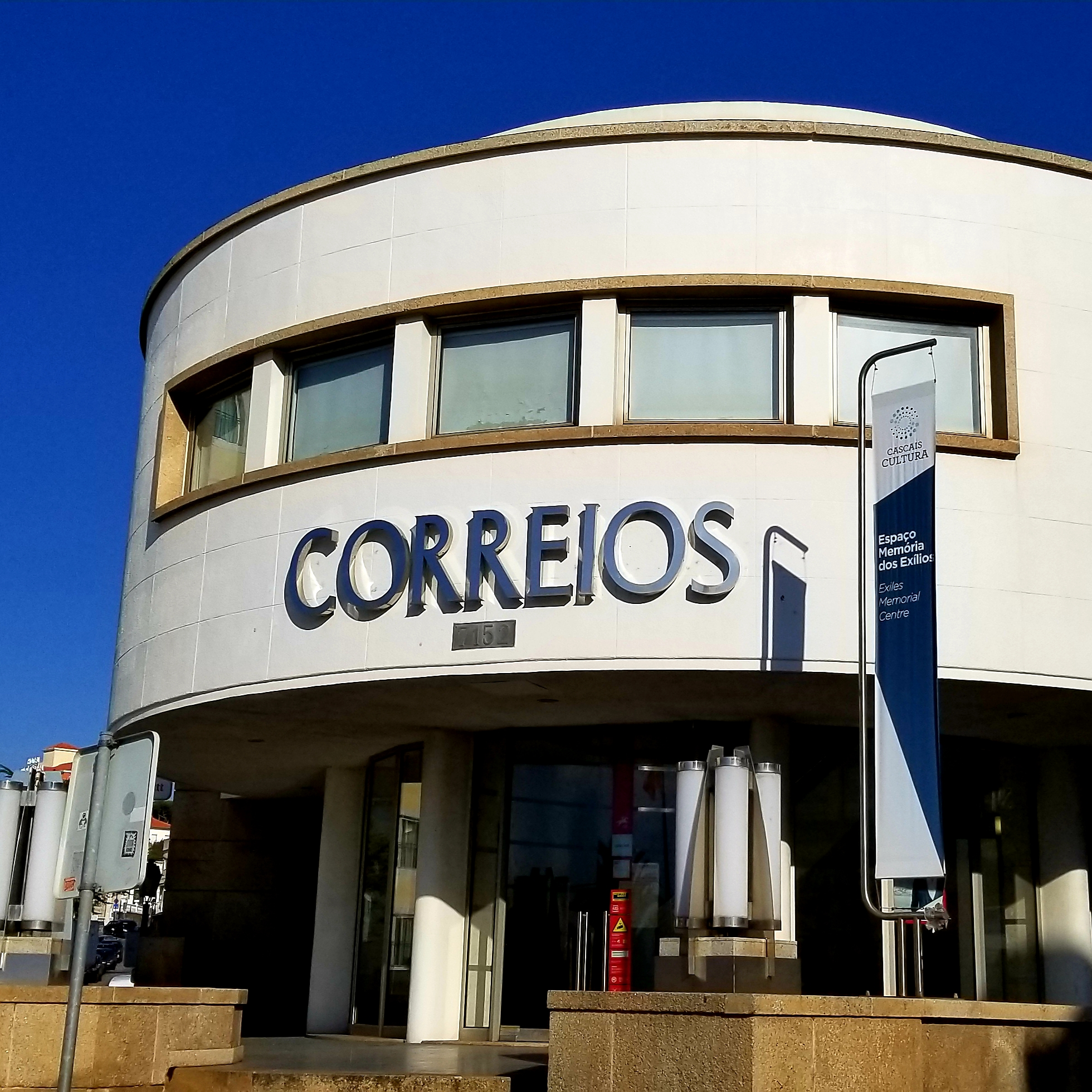
Centro Conmemorativo de los Exiliados

### Eventos y festivales

#### Cumbres
- Reunión de Bilderberg (1999)
- Reunión Global Horasis (desde 2017)

#### Música
- Festival de Jazz de Cascaes
- NOS Alive (desde 2007)

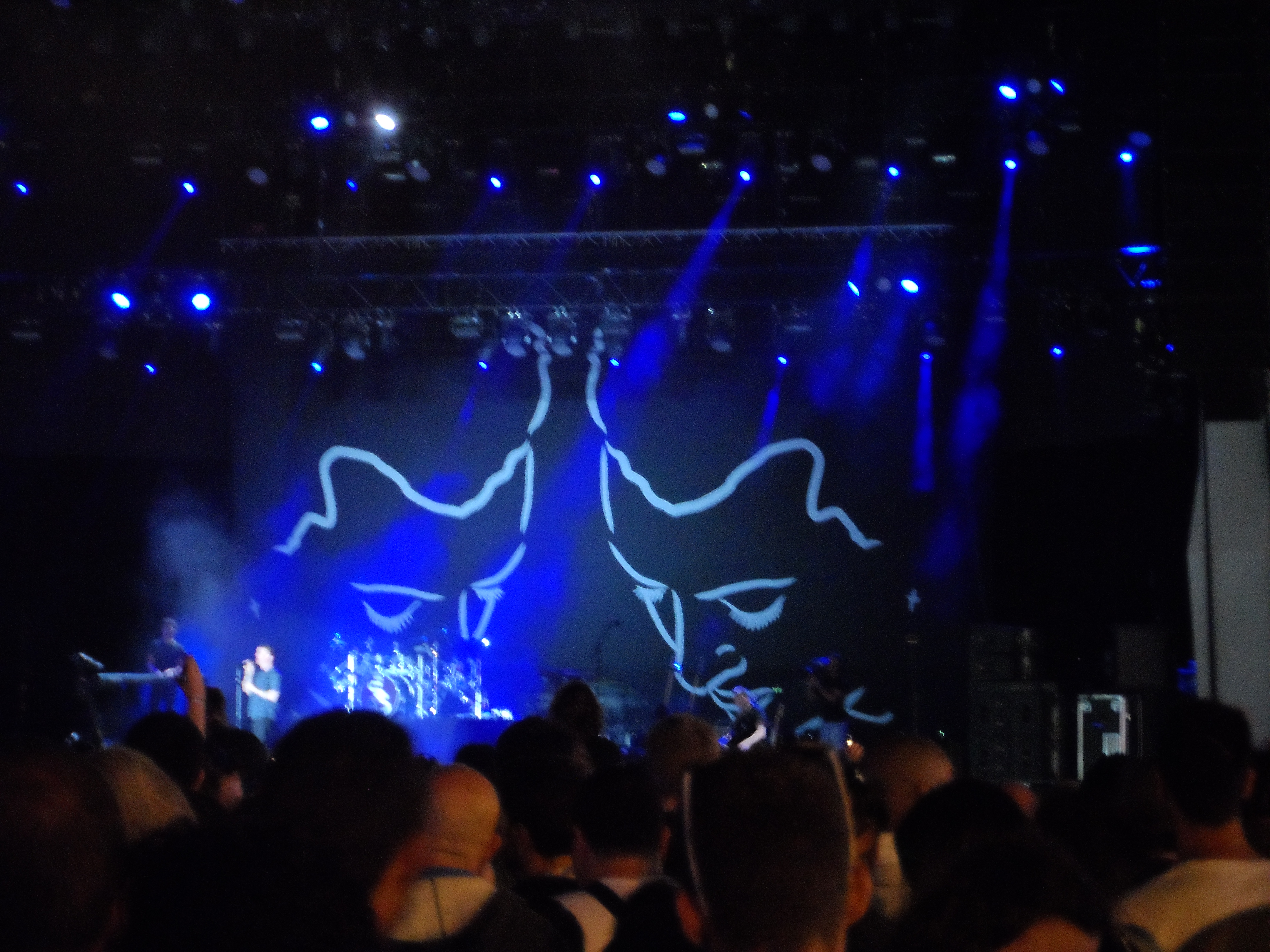
Sam Smith actuando en NOS Alive Music Festival 2015, en Oeiras.

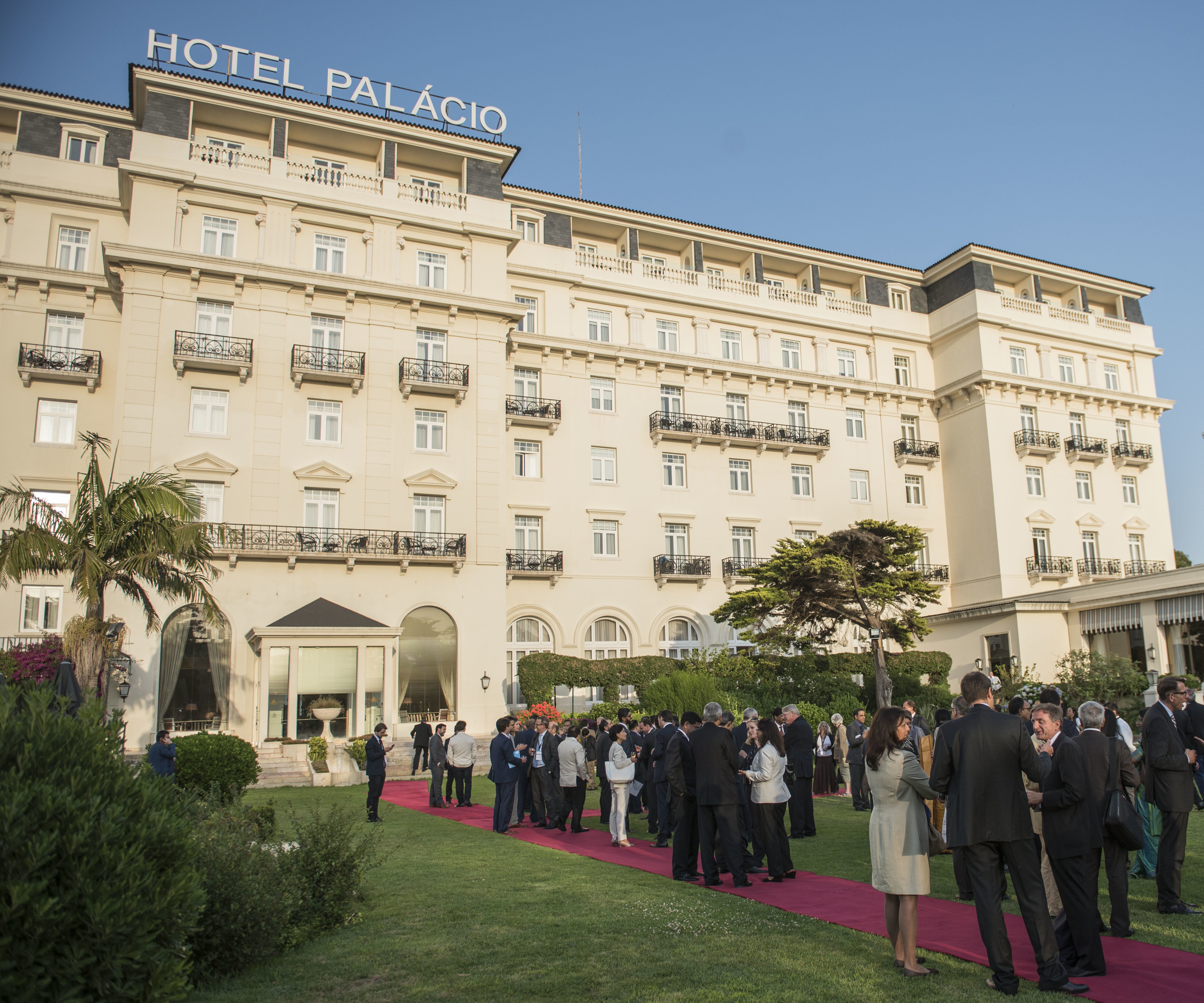
Recepción del Encuentro Global Horasis 2017 en el Hotel Palácio de Estoril.

- Súper Bock Súper Rock (desde 1994)
- Festas do Mar (desde 1965)
- Festival de Jazz de Estoril ( Festival de Jazz do Estoril ; desde 1971)
- Festival de Estoril ( Festival do Estoril ; desde 1975)
- Festival Musa Cascais (desde 1999)
- EDP Cool Jazz (desde 2013)

#### Cine
- Festival de Cine de Lisboa y Estoril (desde 2007)

#### Deportes
- Copa América (2011)
- Abierto de Tenis de Estoril (desde 2015)
- Abierto de Golf de Estoril (solo 1999)
- Desafío de Estoril de Portugal (1997-2007)
- Ironman 70.3 (desde 2017)
- Abierto de Portugal (1953-2010)
- Campeonatos mundiales de estrellas (1948, 1952, 1954, 1962, 2007)
- 4 Horas de Estoril (desde 1997)
- Gran Premio de Portugal (desde 1951)
- Gran Premio de Portugal de motociclismo (desde 1987)

## Residentes notables

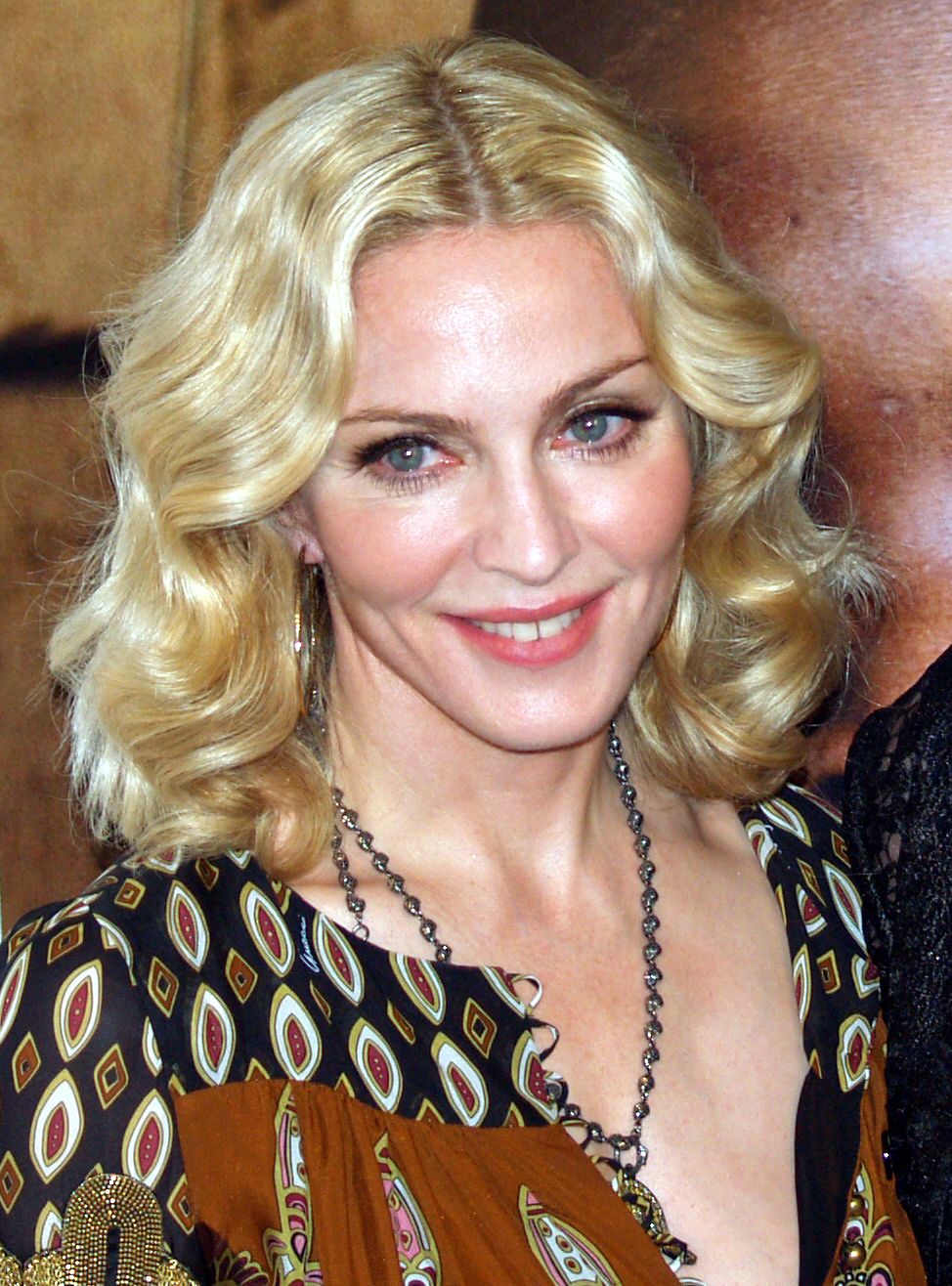
Madonna, estrella del pop internacional mundialmente conocida.

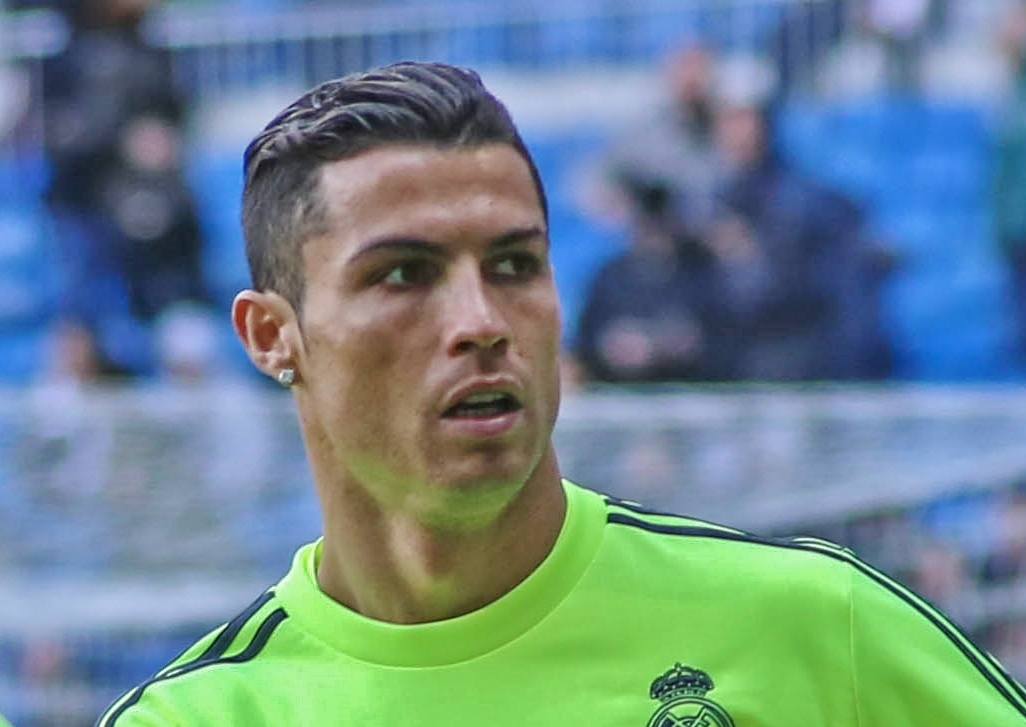
Cristiano Ronaldo, futbolista portugués que juega en el Manchester United.

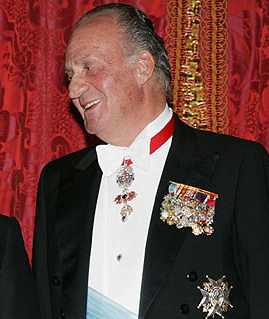
Rey Juan Carlos I de España.

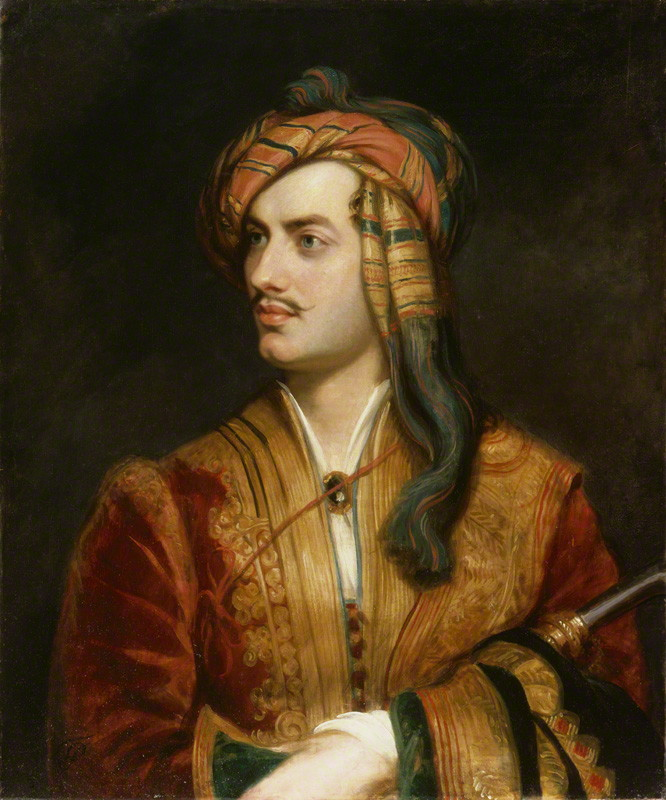
Lord Byron, afamado poeta británico y figura destacada del romanticismo.

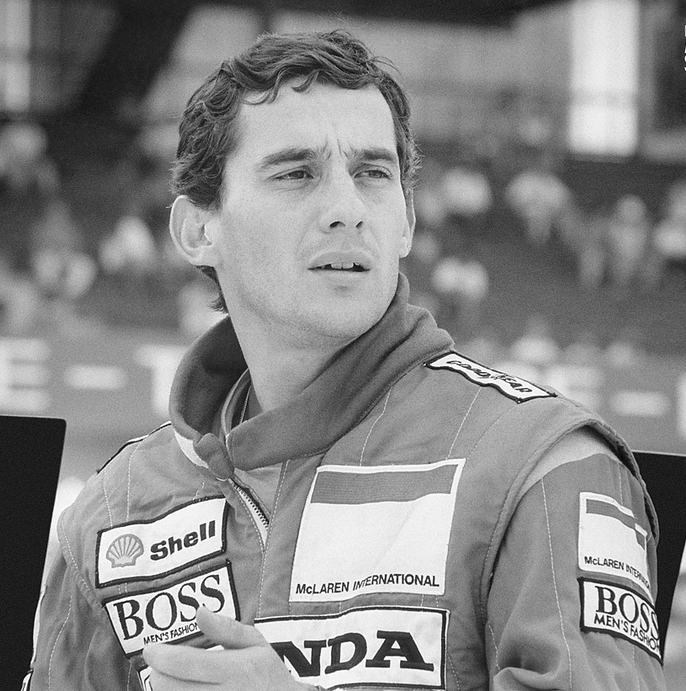
Ayrton Senna, corredor brasileño considerado como uno de los mejores pilotos de Fórmula 1 de todos los tiempos.

### Realeza y nobleza
- Rey Juan Carlos I de España
- el rey Umberto II de Italia
- Rey Carol II de Rumania
- Reina María José de Bélgica
- Princesa Isabel de Orleans-Braganza
- Henri (VI) d'Orléans, conde de París
- Henri (VII) d'Orléans, conde de París
- Princesa Diana, duquesa de Württemberg
- Princesa Ana, duquesa de Calabria
- Princesa Claude de Orleans
- Archiduque José Francisco de Austria
- Archiduque Joseph Árpád de Austria
- Duarte Pío, duque de Braganza
- Isabel, duquesa de Braganza
- Alfonso, Príncipe de Beira
- Infante Juan, Conde de Barcelona
- Infanta Pilar, duquesa de Badajoz
- Infanta Margarita, duquesa de Soria
- Infante Alfonso de España
- Vittorio Emanuele, Príncipe de Nápoles
- Princesa María Beatriz de Saboya
- Princesa María Pía de Borbón-Parma
- Princesa María Gabriela de Saboya
- Reina Juana de Bulgaria
- Princesa Ana de Sajonia
- Princesa María de las Mercedes de Borbón-Dos Sicilias
- Princesa Magda de Hohenzollern-Sigmaringen
- Miklós Horthy, regente de Hungría

### Famosos
- Ana Free, cantante portuguesa
- Annabelle Wallis, actriz inglesa
- Aure Atika, actriz y directora francesa
- Chabeli Iglesias, socialité española
- Daniela Ruah, actriz portuguesa
- Jack Glatzer, violinista estadounidense
- Kristoffer Rygg, productor noruego
- Luana Piovani, supermodelo brasileña
- Madonna,[32] estrella del pop estadounidense
- Mariana van Zeller, periodista portuguesa
- Mia Rose, cantante portuguesa
- Nadir Afonso, arquitecto portugués
- Paula Rego, artista portuguesa
- Philippe Starck, diseñador francés
- Rita Pereira, actriz portuguesa

### Atletas
- Cristiano Ronaldo, futbolista portugués
- Magali de Lattre, tenista suiza
- Eric Dier, futbolista inglés
- Íker Casillas, futbolista español
- Afonso Taira, futbolista portugués
- Kasper Schmeichel, futbolista danés
- António Félix da Costa, piloto de automovilismo portugués
- Luka Zahović, futbolista esloveno
- Paulo Ferreira, futbolista portugués
- Duarte Tammilehto, futbolista finlandés
- Nuno Gomes, futbolista portugués

### Políticos
- Marcelo Rebelo de Sousa, actual presidente de Portugal
- Francisco Pinto Balsemão, ex primer ministro portugués
- Fulgencio Batista, expresidente de Cuba

### Personajes históricos
- Lord Byron, poeta romántico británico
- Tennessee Claflin, primera mujer estadounidense en dirigir una empresa de Wall Street
- Christopher Isherwood, novelista británico-estadounidense
- Glauber Rocha, director de cine del Cinema Novo brasileño
- Adrian Conan Doyle, heredero británico y playboy
- Roy Campbell, poeta sudafricano
- Gloria Swanson, actriz de cine mudo estadounidense
- Ayrton Senna, piloto de automovilismo brasileño

## Galería

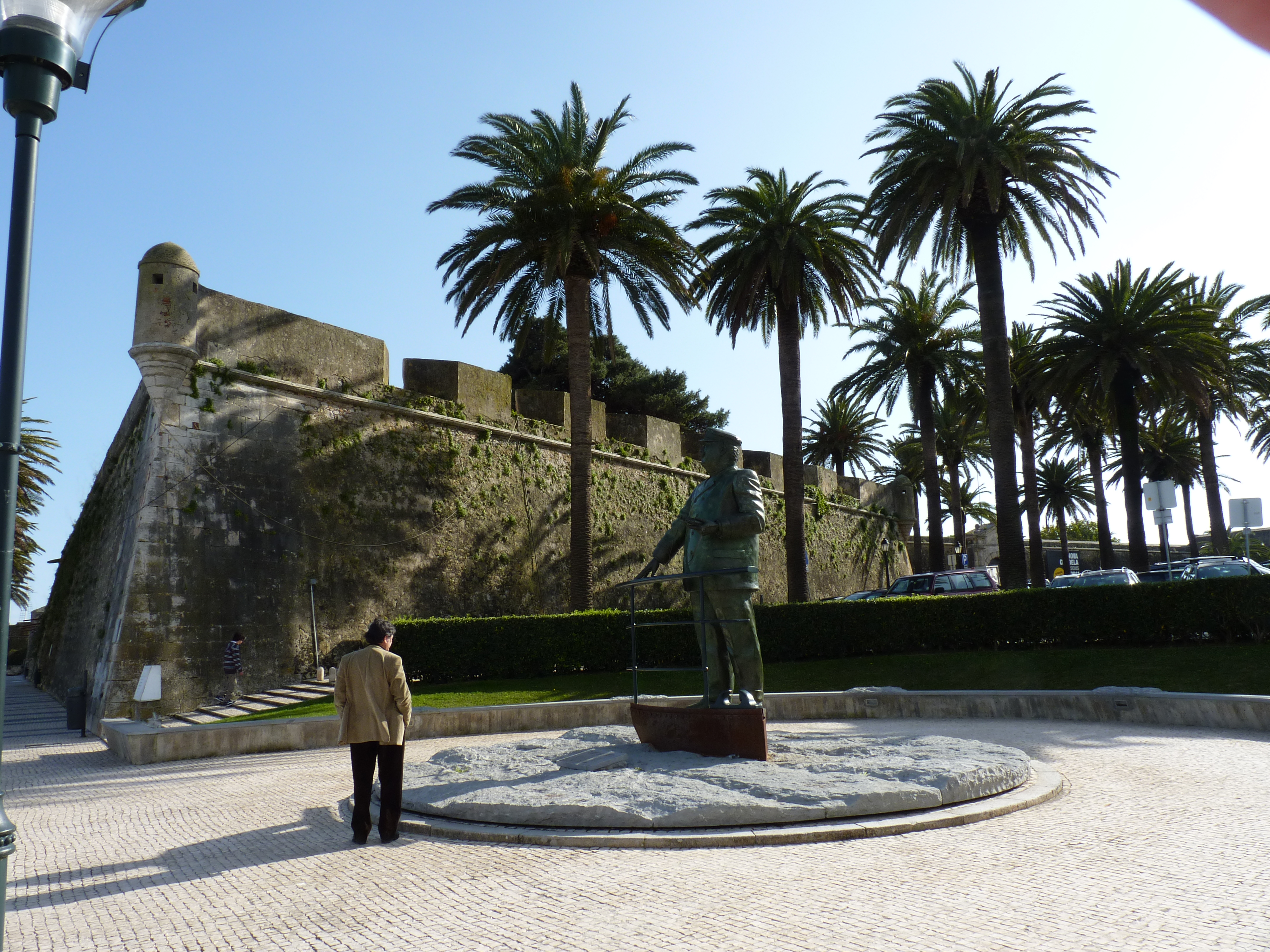
Estatua del rey Carlos I de Portugal frente a la Ciudadela de Cascaes
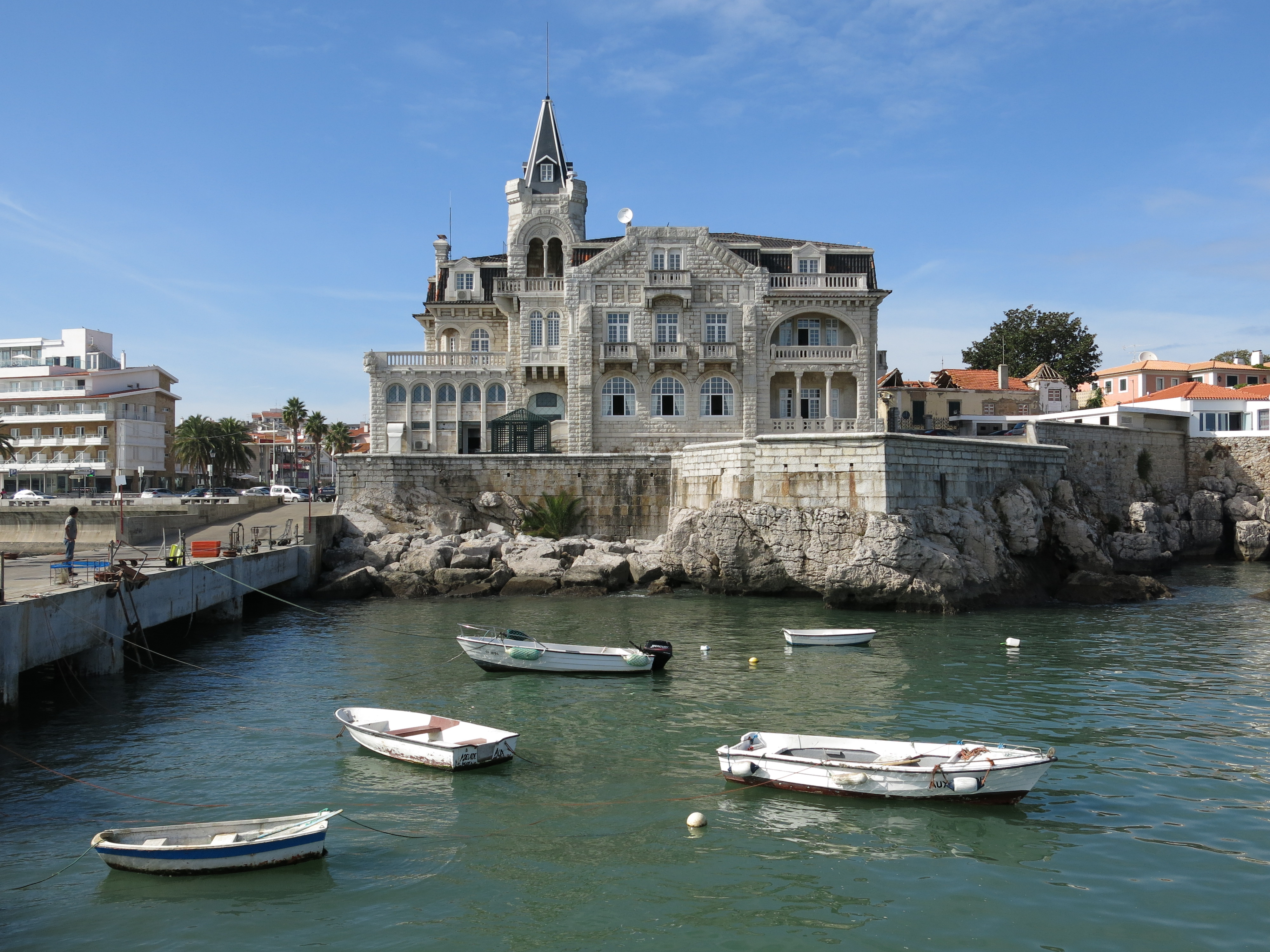
Palacio de Seixas
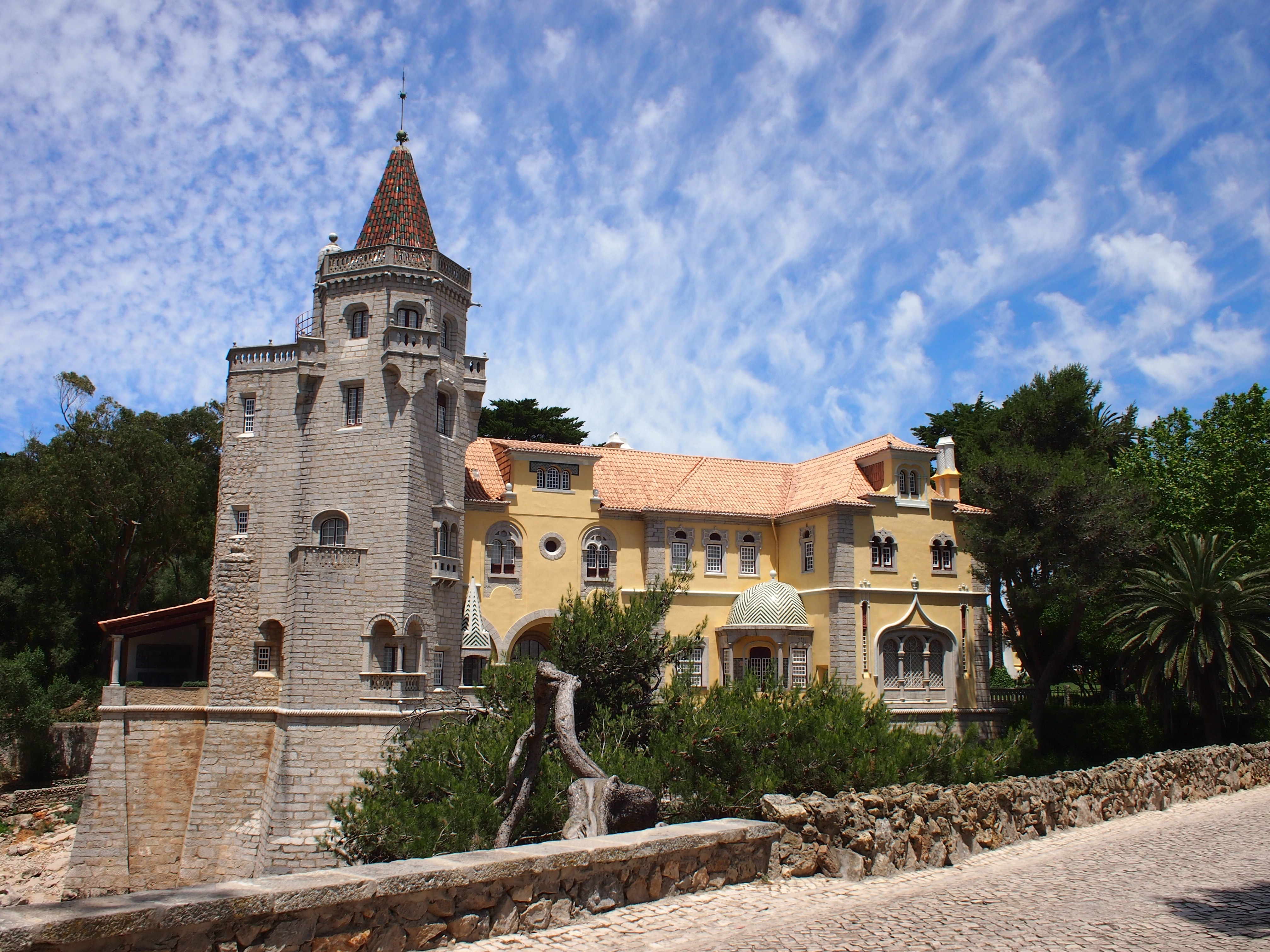
Palacio de los Condes de Castro Guimarães, en Cascaes
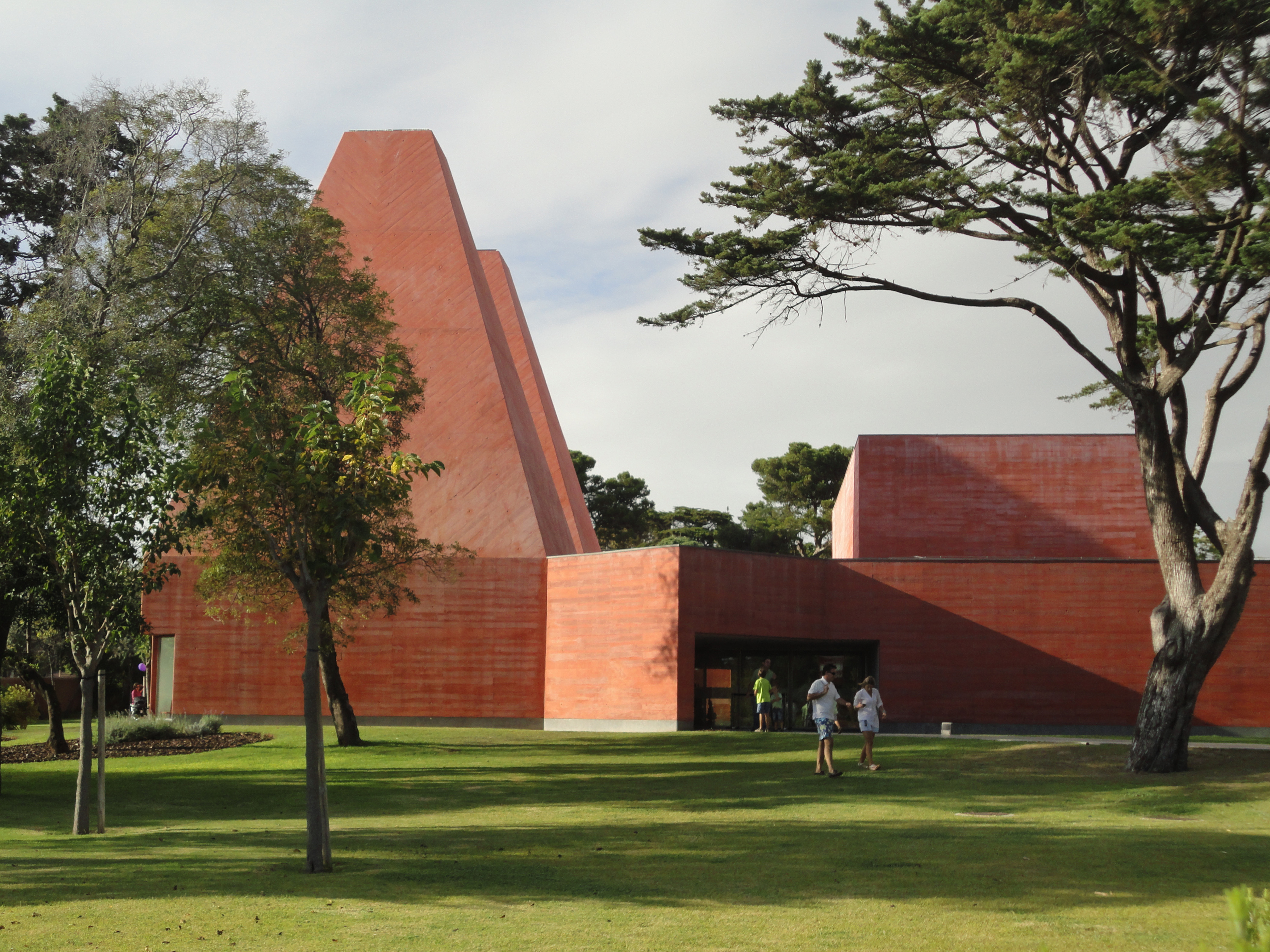
Casa das Histórias Paula Rego, diseñada por Eduardo Souto de Moura
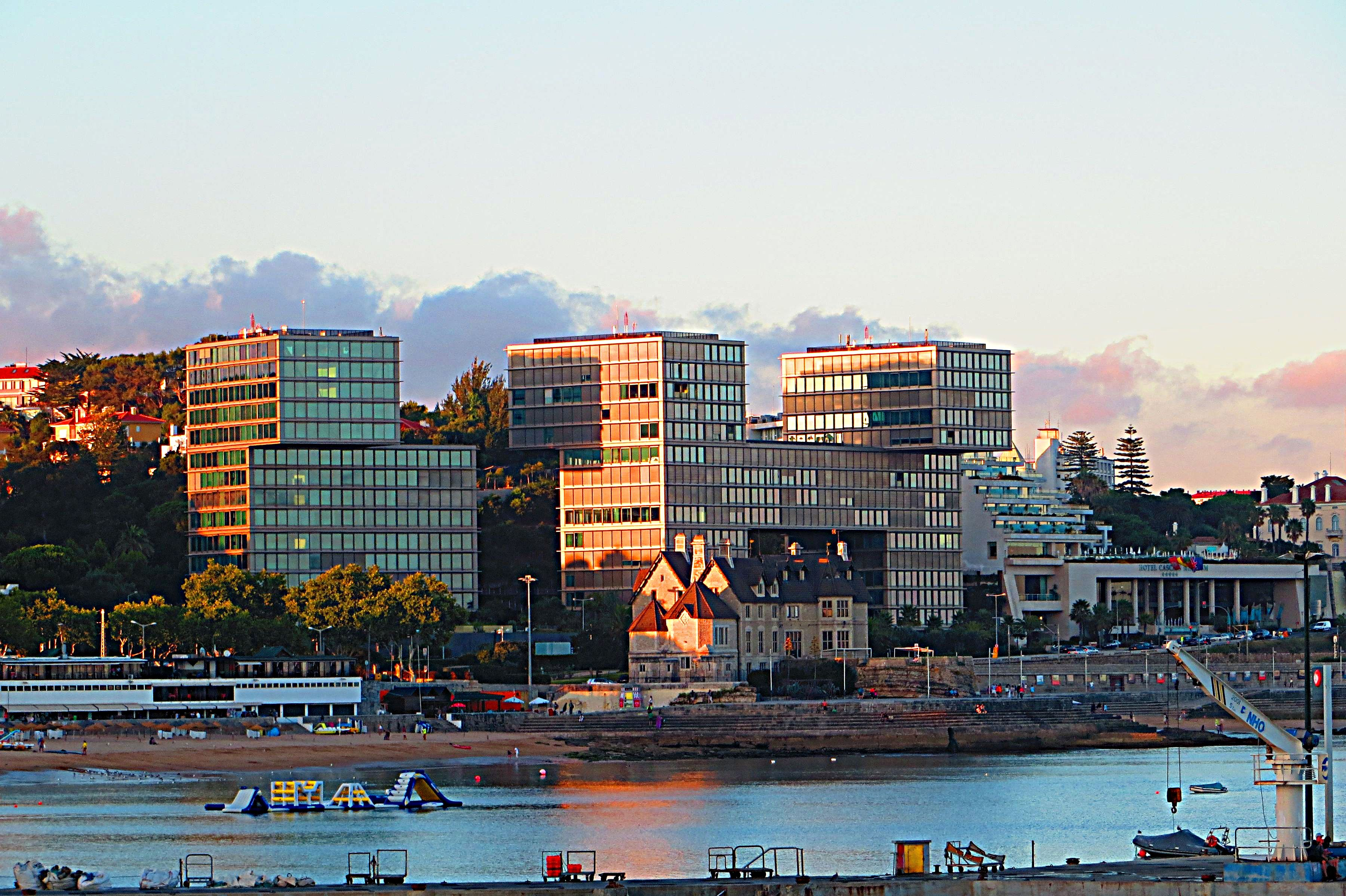
Residencia Estoril Sol
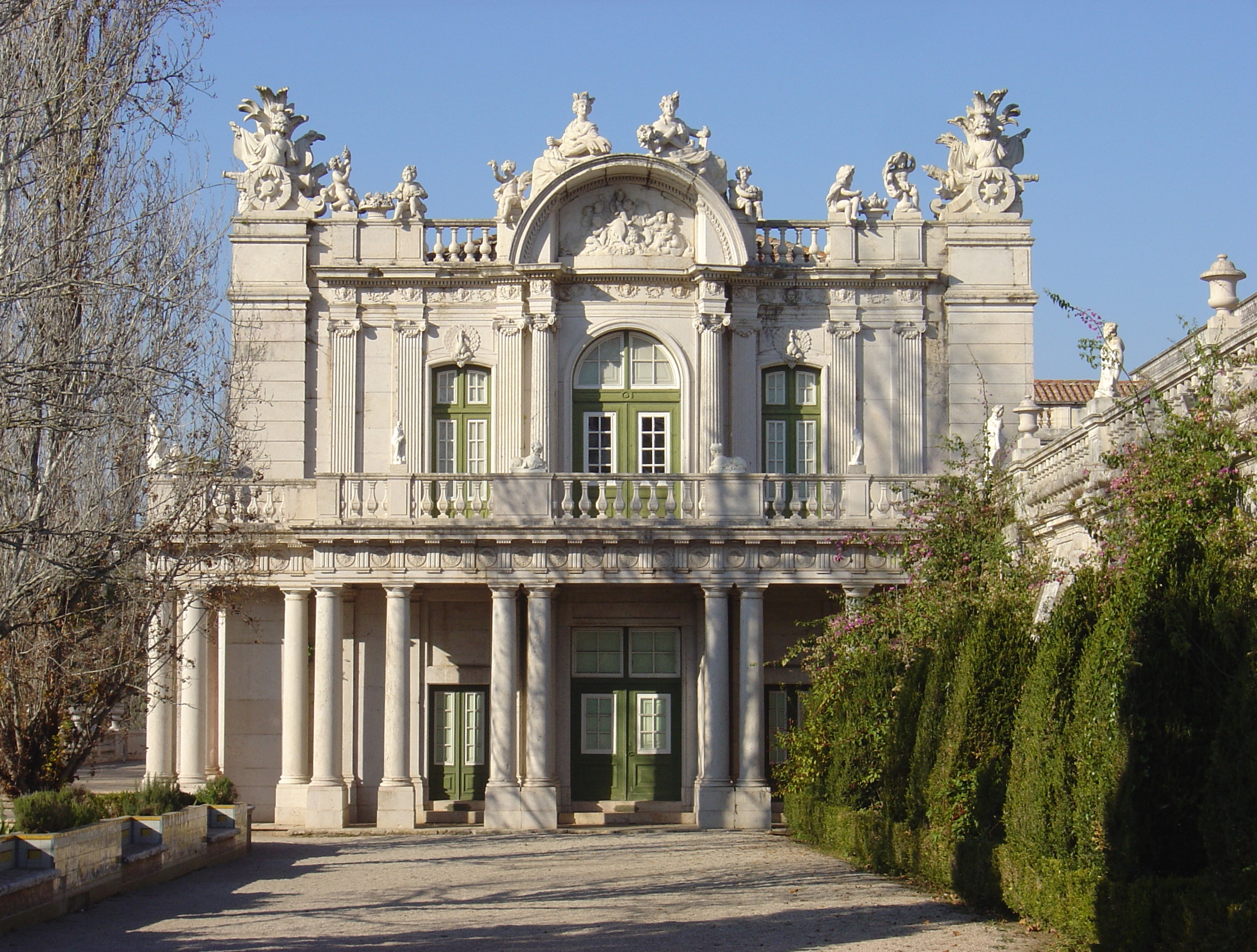
Pabellón Robillon del Palacio Nacional de Queluz
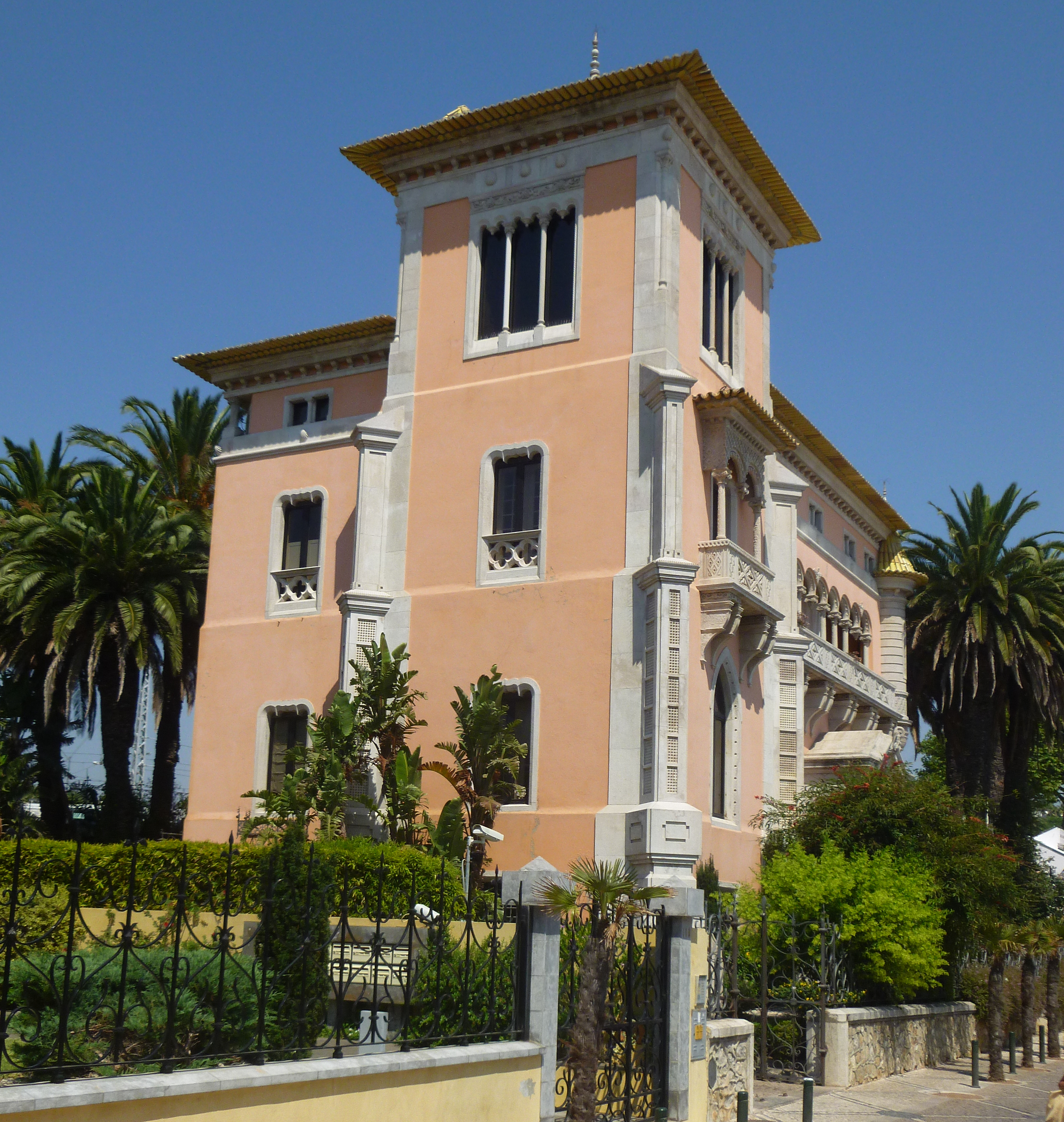
Casa D. Antonio de Lencastre
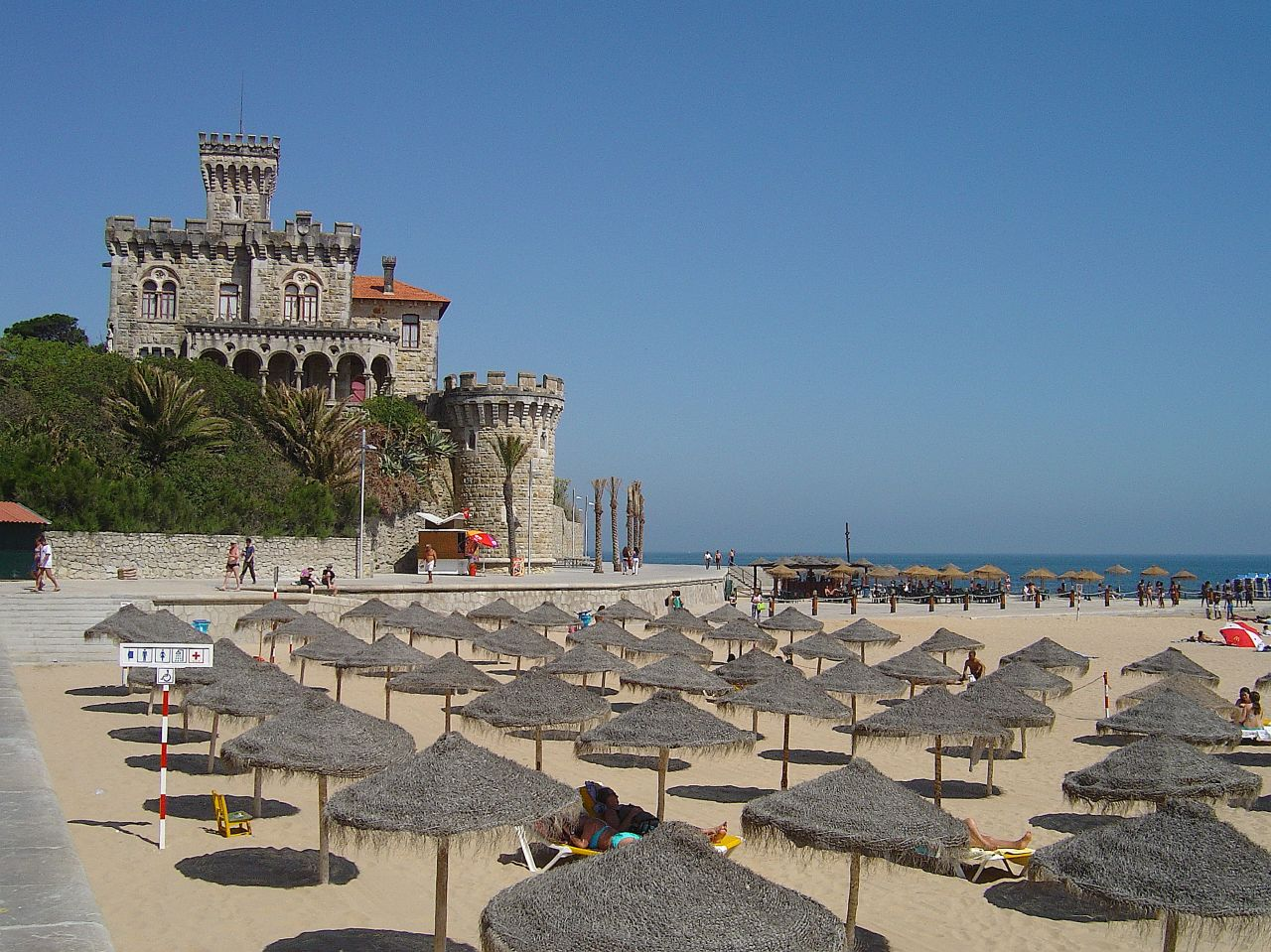
Playa de Tamariz en Estoril
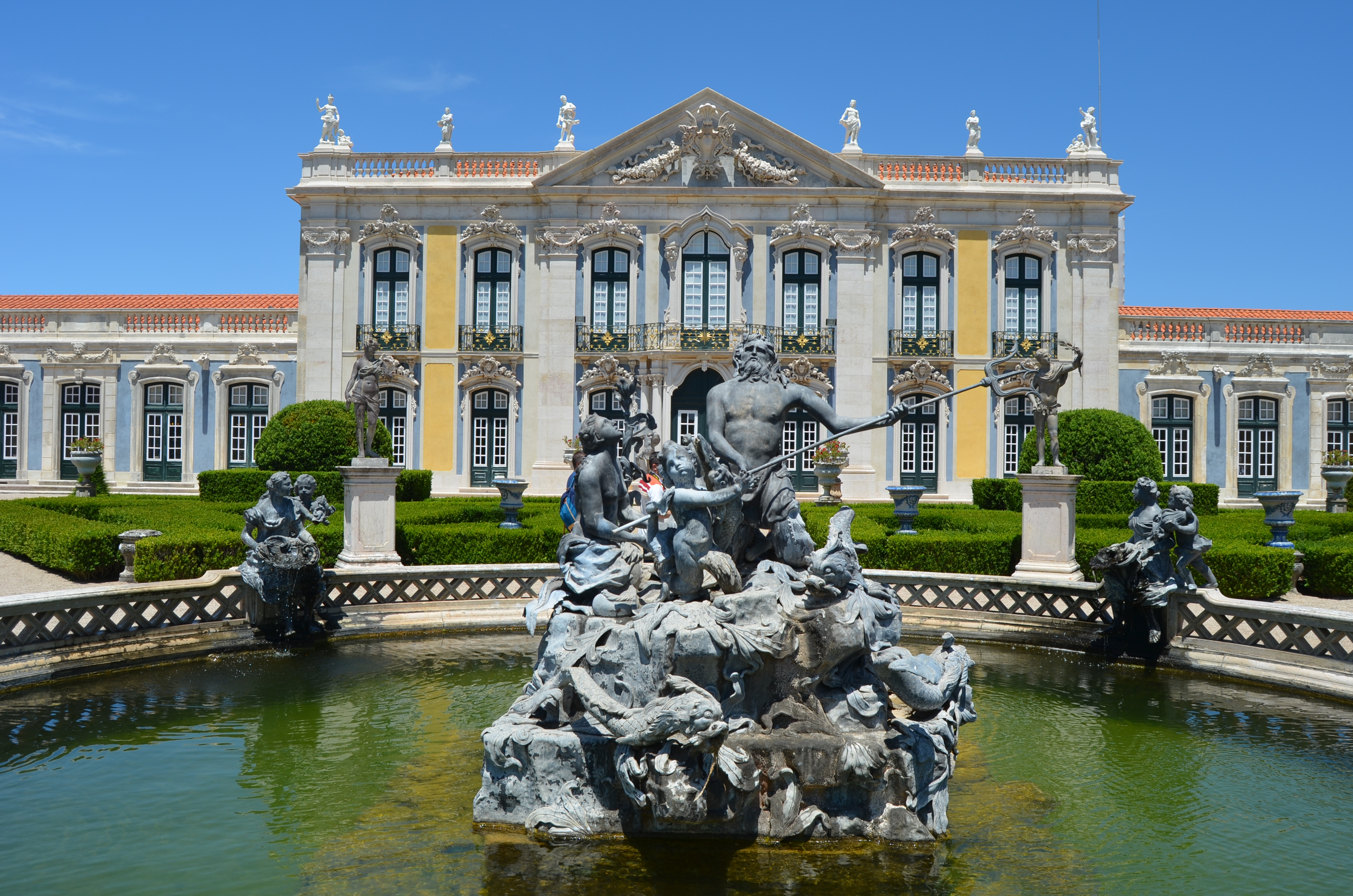
Palacio Nacional de Queluz en Sintra
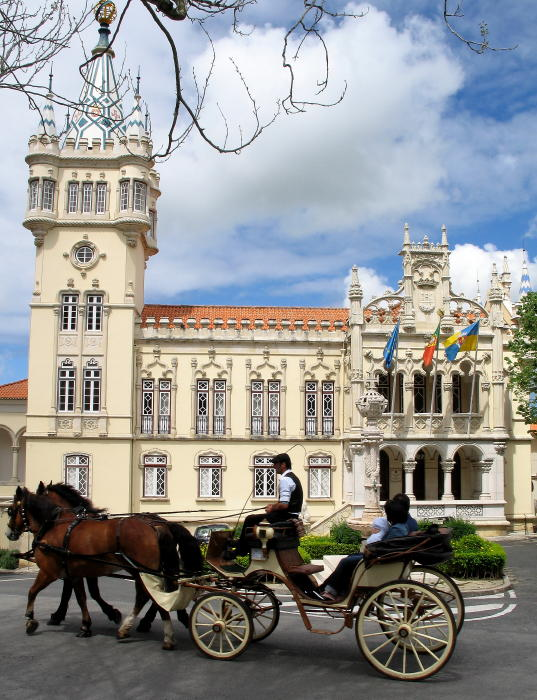
Ayuntamiento de Sintra
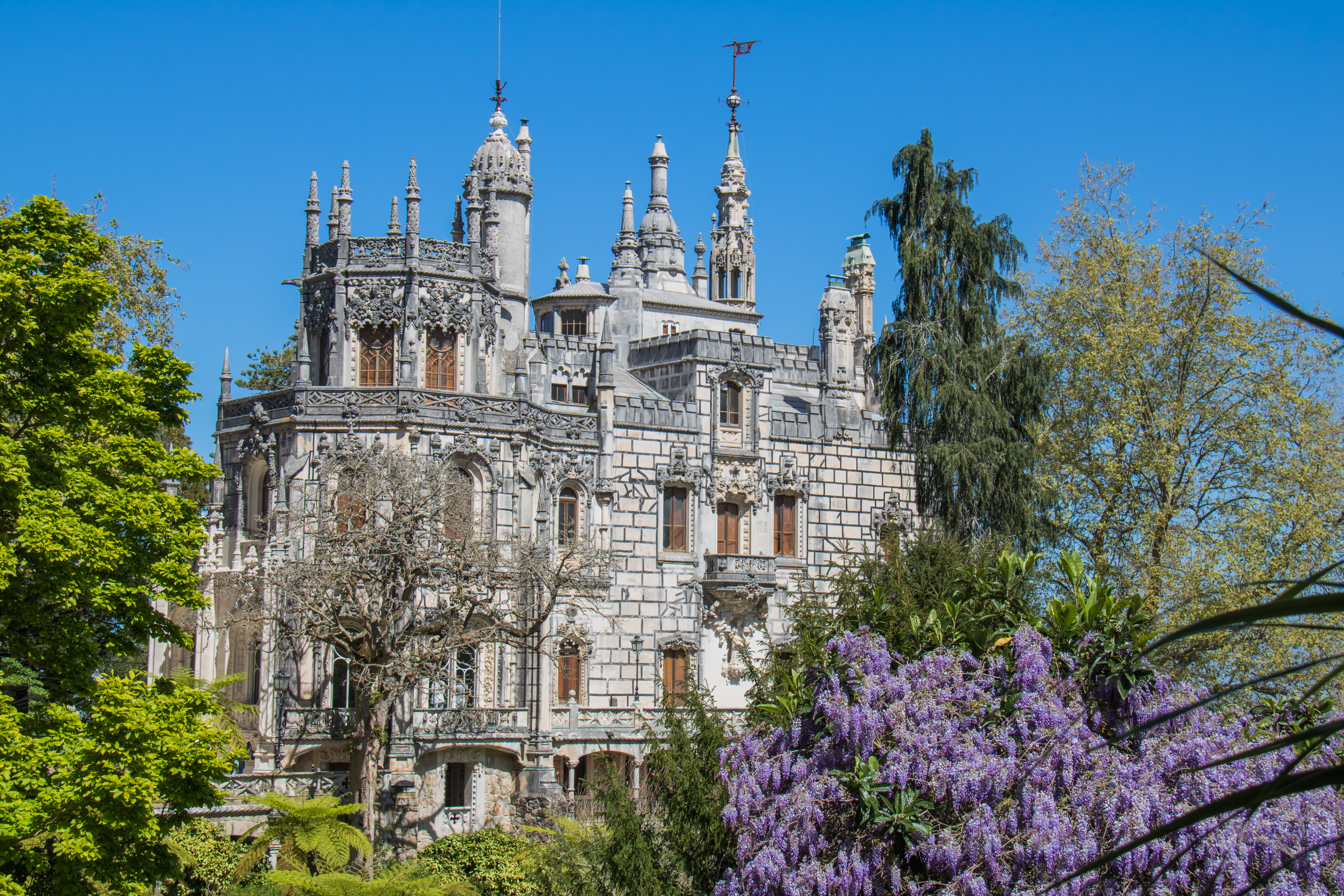
Quinta da Regaleira en las montañas de Sintra
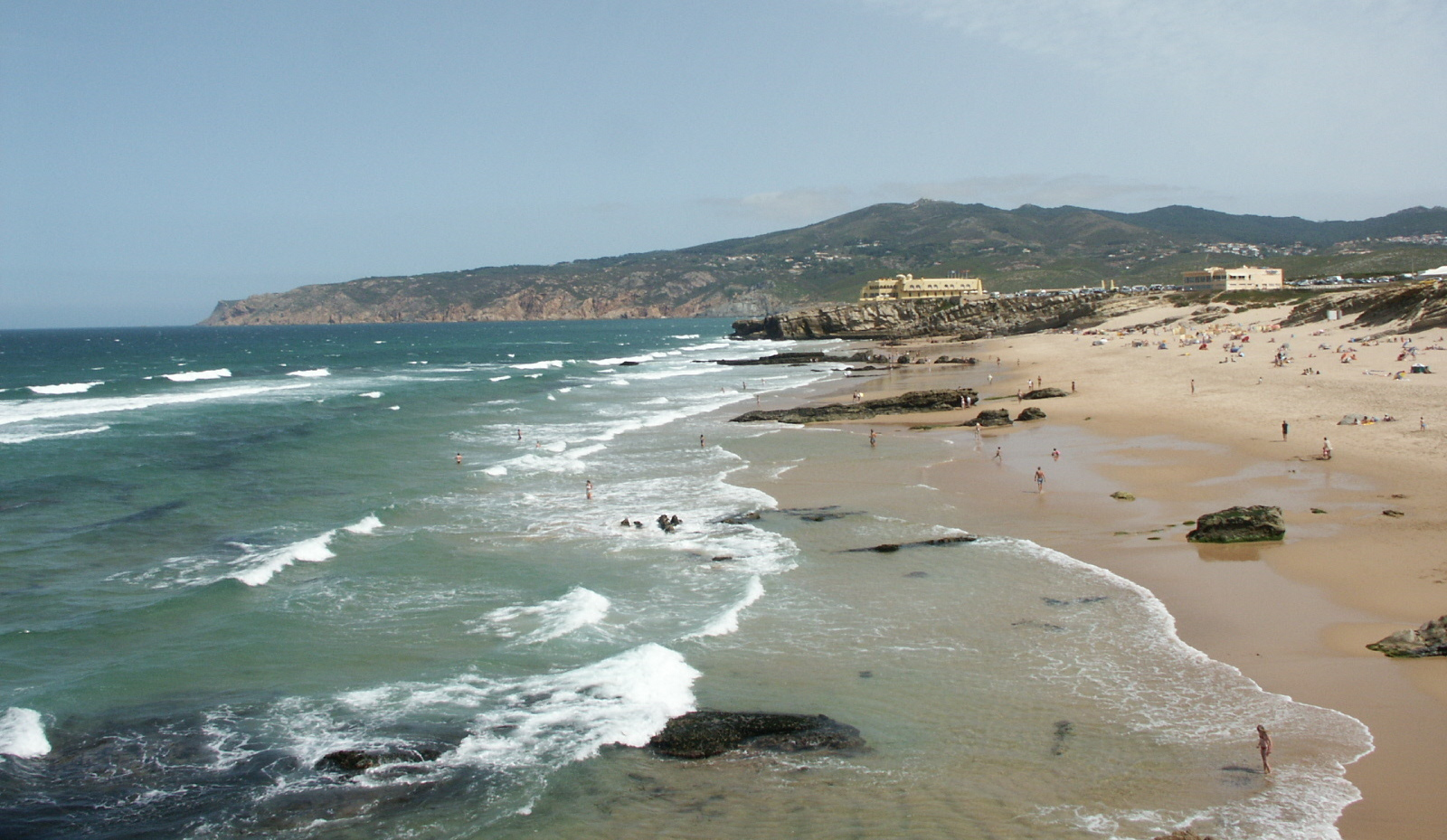
Praia do Guincho
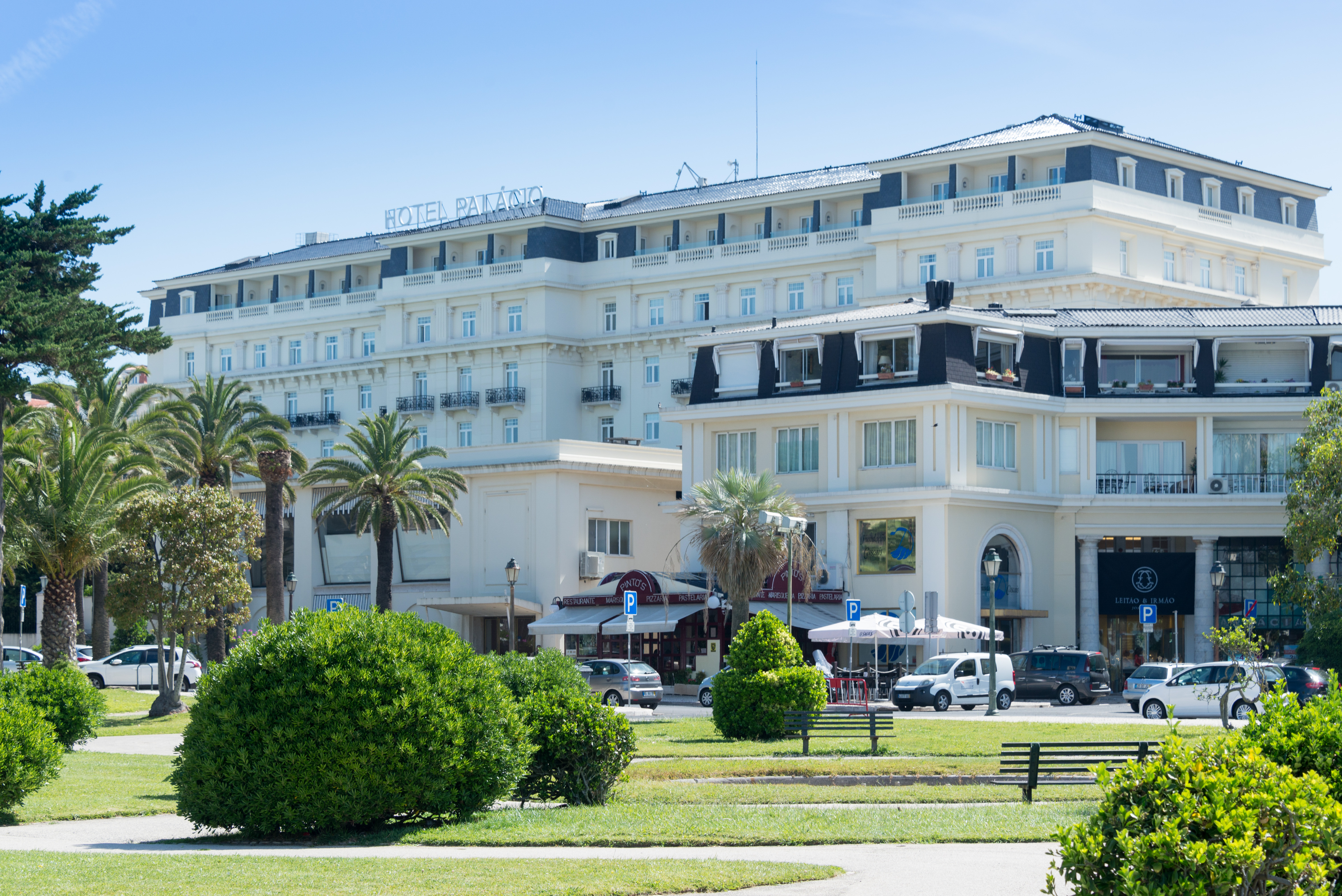
Hotel Palacio en Estoril
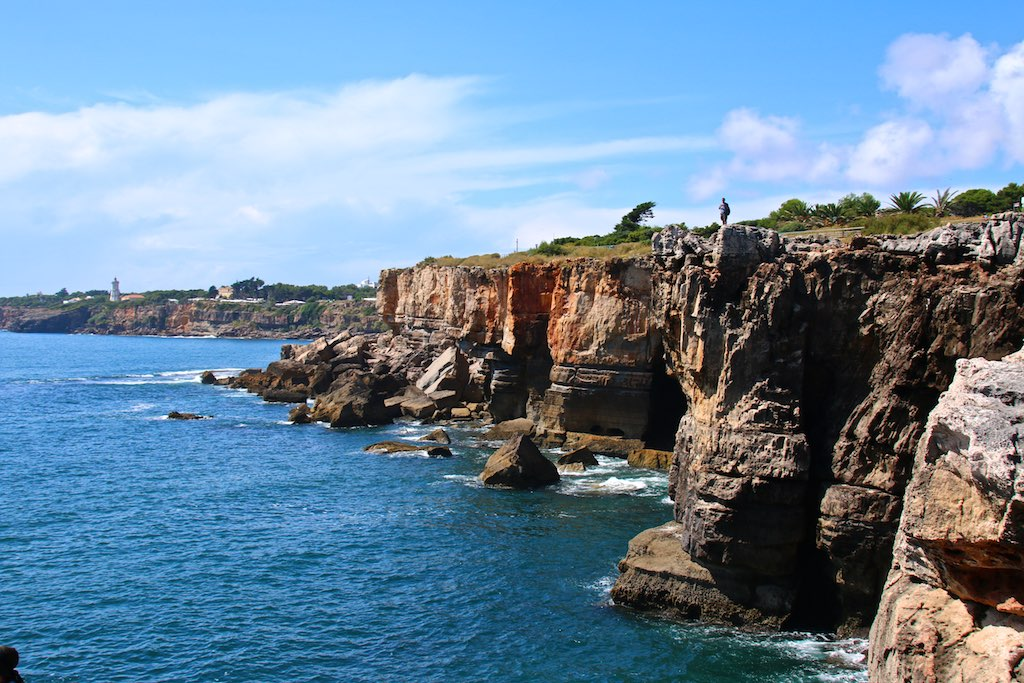
Acantilados a lo largo de la costa de Estoril
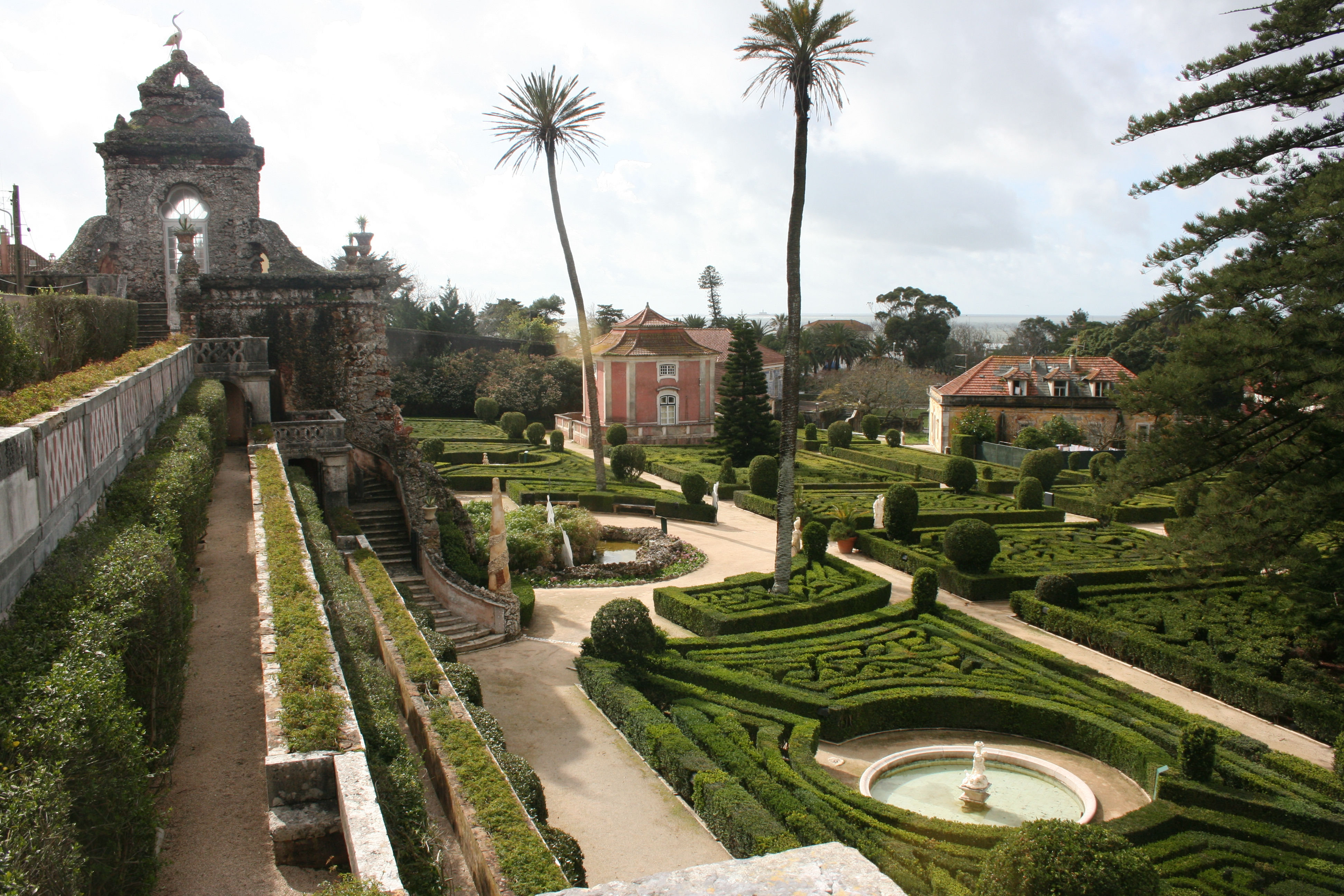
Jardines de la Real Quinta de Caxias
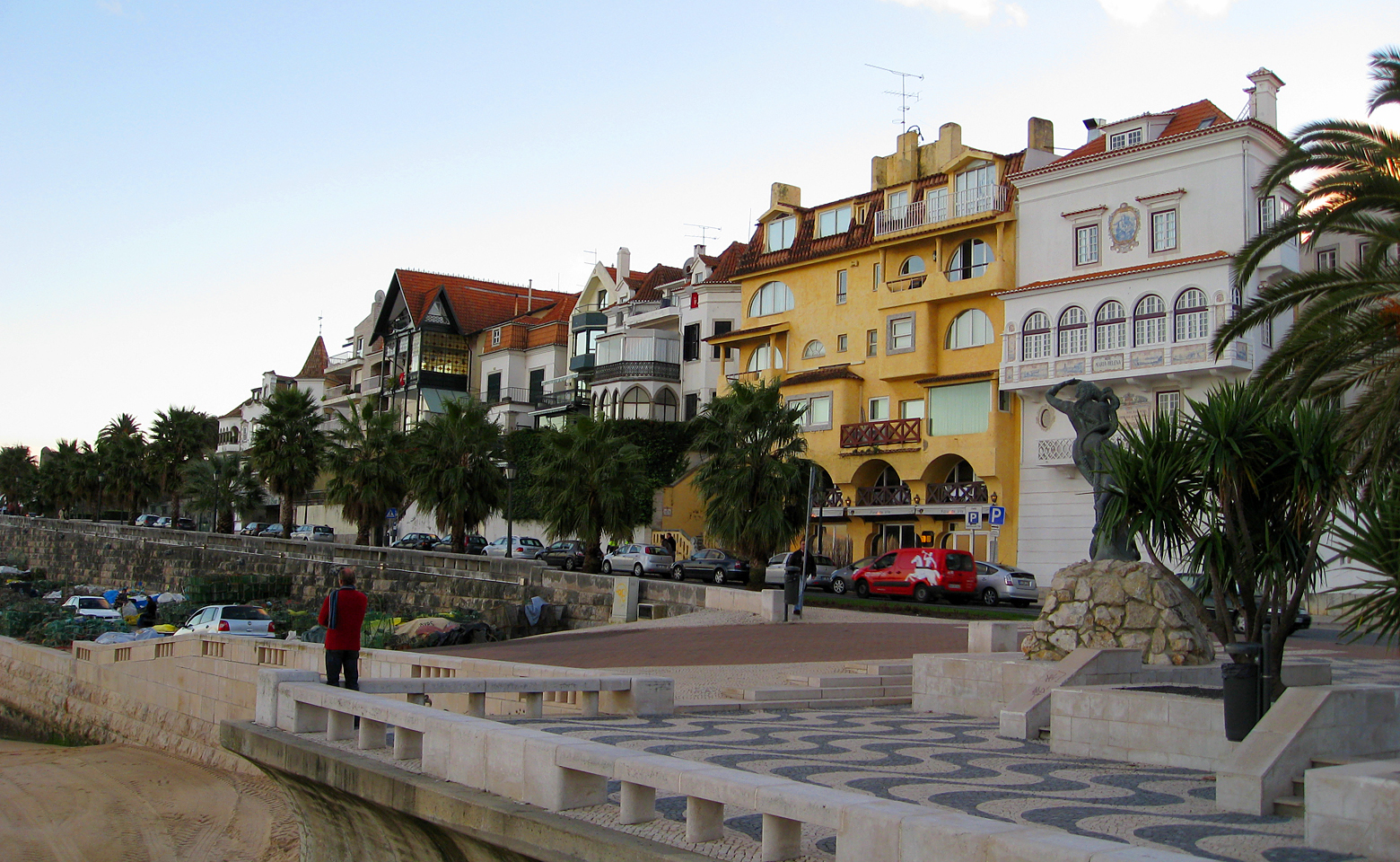
Avenida Rey Carlos I de Cascaes
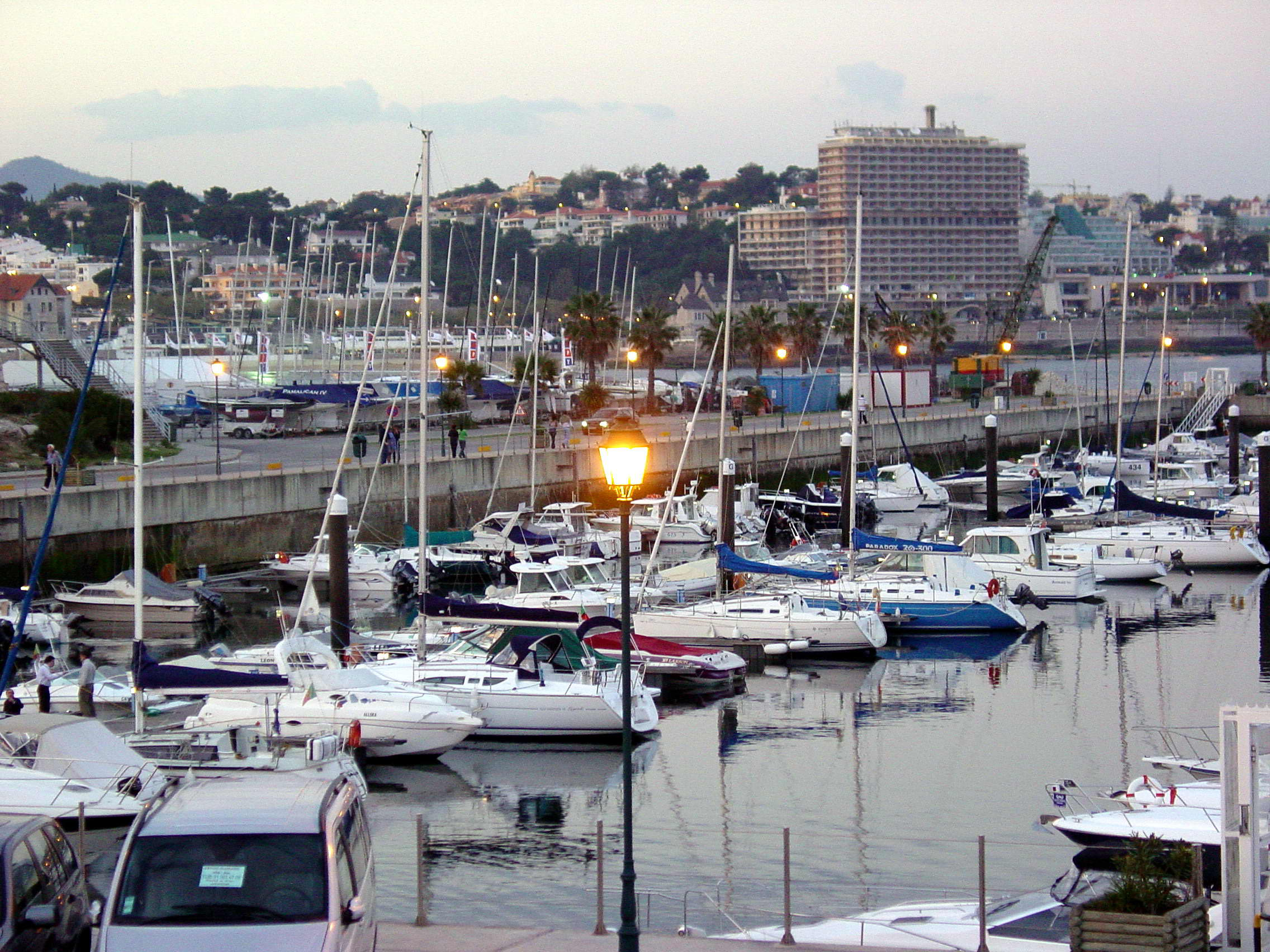
Puerto deportivo de Cascaes